# Arquitectura aqueménida

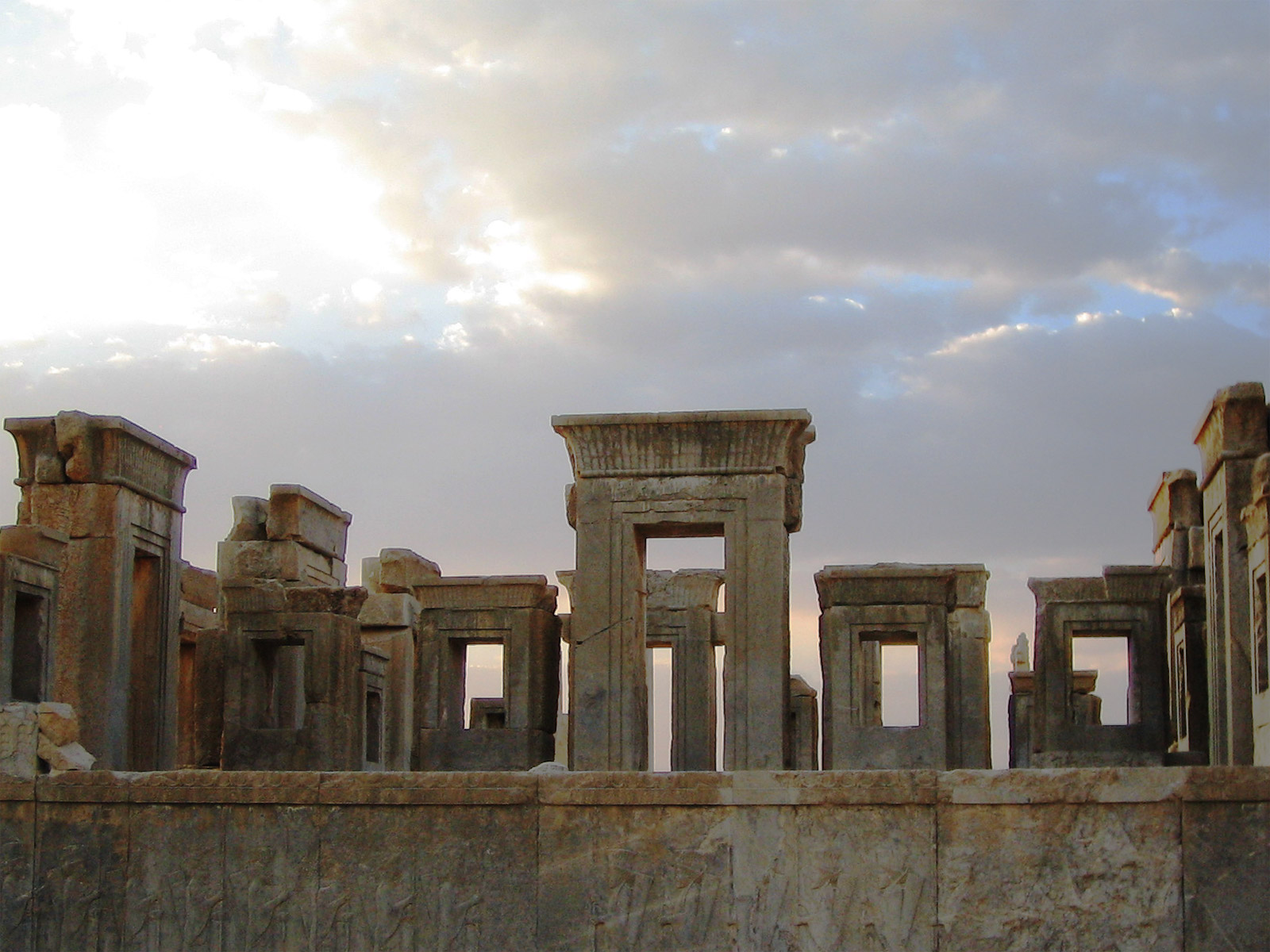
Panorámica de las ruinas de Persépolis

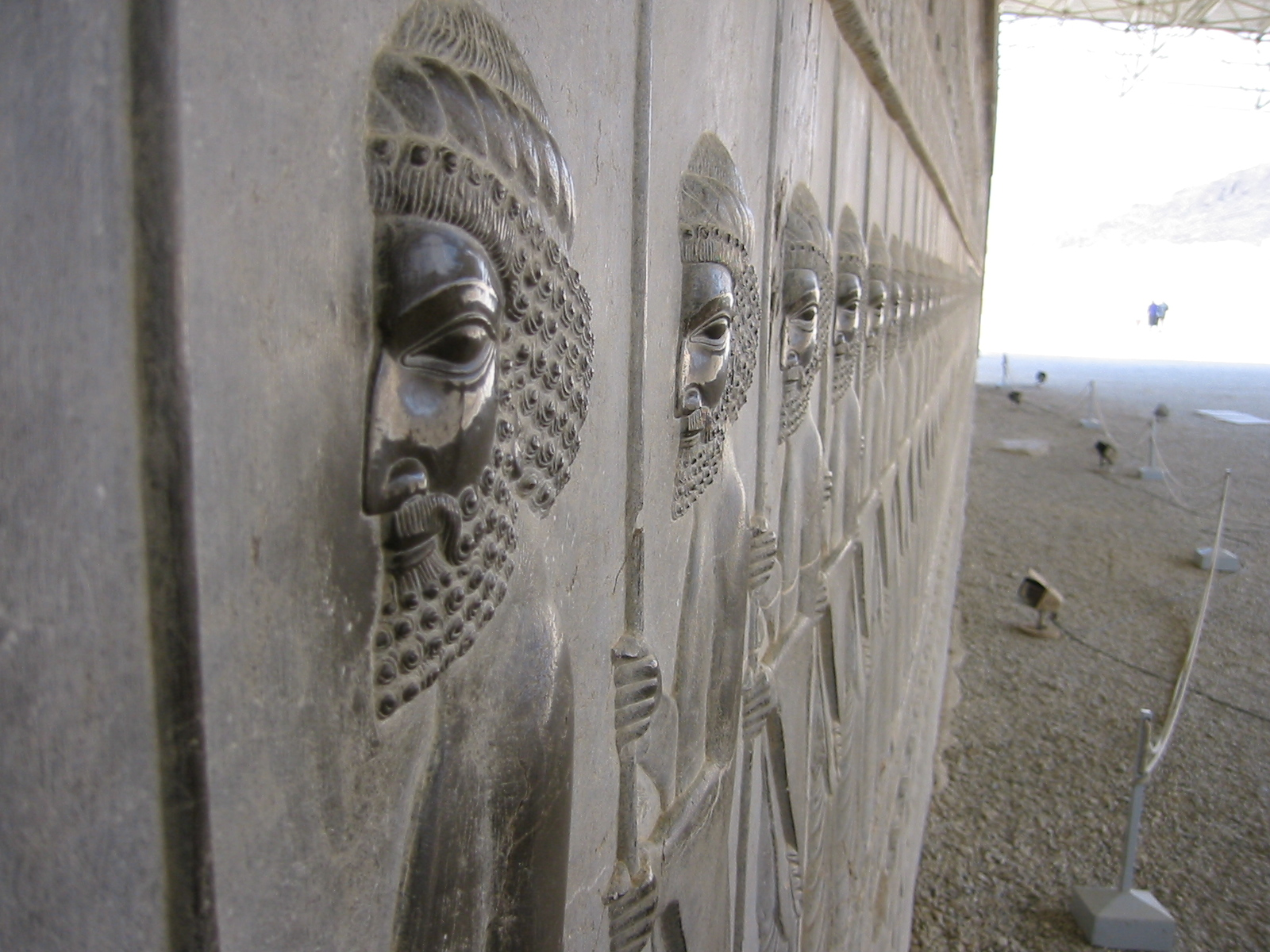
Inmortales

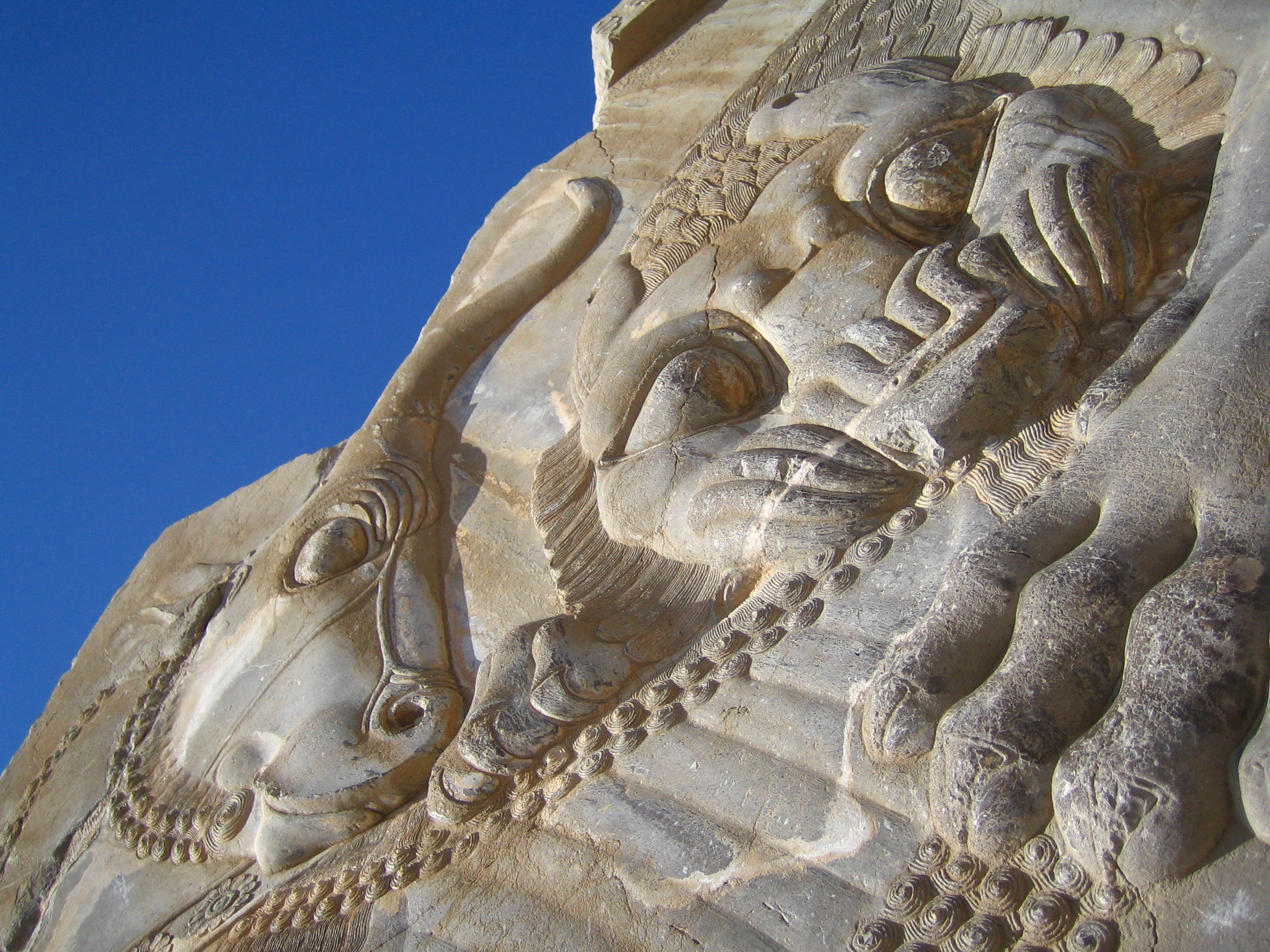
León mordiendo al toro

Arquitectura aqueménida (en persa: معماری هخامنشیان‎) se refiere a los logros arquitectónicos del imperio aqueménida, manifestados en la construcción de ciudades espectaculares utilizadas para el gobierno y habitación de los ciudadanos. (Persépolis, Susa, Ecbatana), templos construidos para la veneración y reuniones (como los templos del Zoroastrismo), y mausoleos erigidos en honor de los reyes caídos (como la tumba de Ciro II el Grande). La característica por excelencia de la arquitectura persa era su naturaleza ecléctica con elementos asirios, y de la Grecia asiática, todos incorporados, y aún manteniendo una identidad persa única que se aprecia en el producto terminado. La arquitectura aqueménida está clasificada académicamente en Arquitectura persa en términos de su estilo y diseño.
El patrimonio arquitectónico aqueménida, comenzando con la expansión del imperio alrededor de 550 a. C., fue un periodo de crecimiento artístico que dejó un extraordinario legado arquitectónico que va desde la solemne tumba de Ciro el Grande en Pasargada a las espléndidas estructuras de la opulenta ciudad de Persépolis. Con el advenimiento del Imperio sasánida, la dinastía sasánida (224-624 d. C.) revivió la tradición aqueménida con la construcción de templos dedicados al fuego, y palacios monumentales.
Las estructuras existentes más llamativas a día de hoy quizá sean las ruinas de Persépolis, una ciudad antaño opulenta establecida por el rey aqueménida Darío I para funciones gubernamentales y ceremoniales, y que también tenía la función de ser una de las cuatro capitales del imperio. Se tardarían 100 años en terminar Persépolis, y finalmente fue saqueada y quemada por las tropas de Alejandro Magno en 330 a.  C. Infraestructuras arquitectónicas similares también se erigieron en Susa y Ecbatana por Darío el Grande, sirviendo funciones similares que Persépolis, tales como la recepción de dignatarios y delegados extranjeros, realización de ceremonias imperiales y deberes, y también albergaba a los reyes.

## Tumba de Ciro el Grande

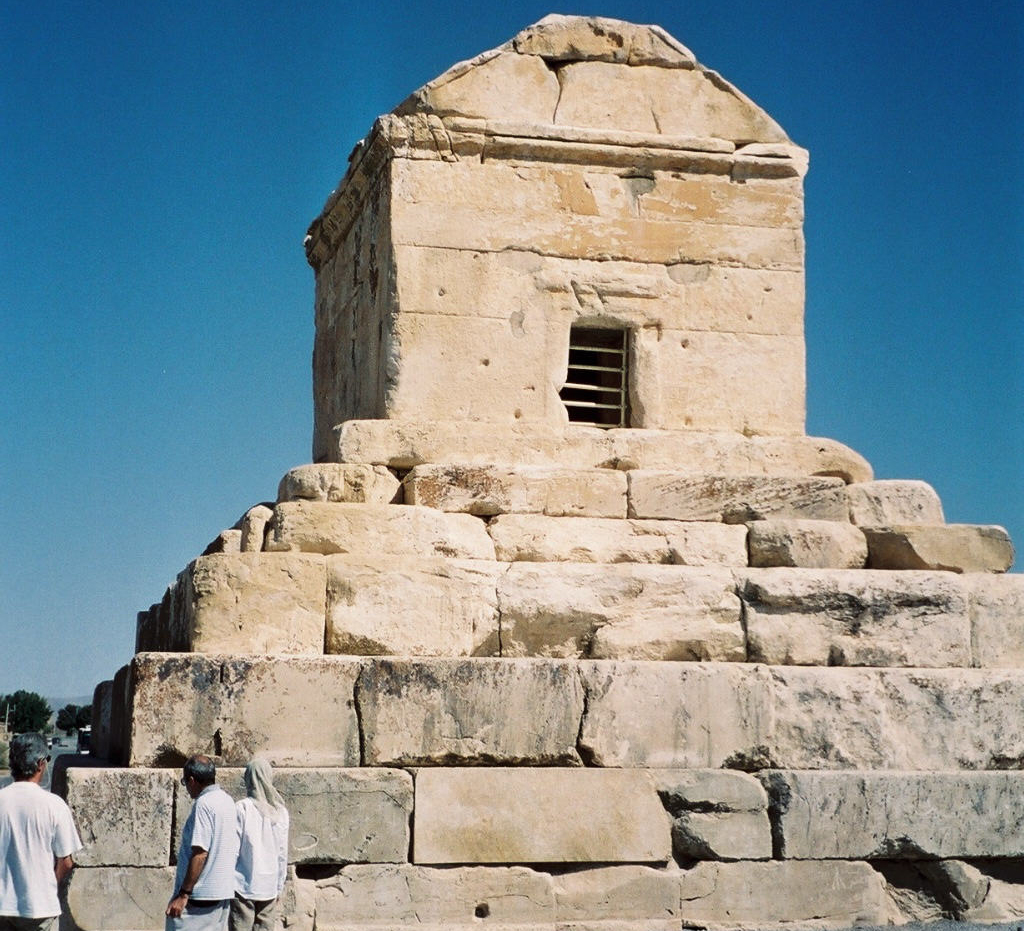
Tumba de Ciro el Grande en Irán.

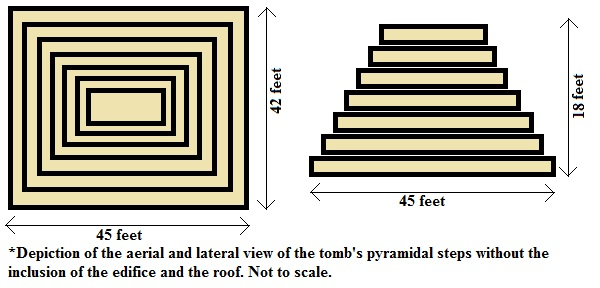
Dimensiones de los escalones de piedra piramidal.

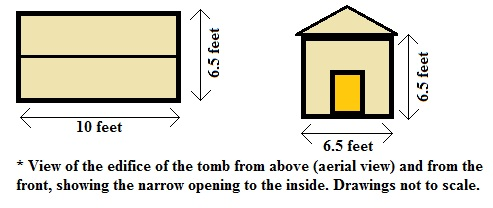
Dimensiones del edificio y azotea, sin la estructura de piedra piramidal.

Pese a haber gobernado gran parte del mundo antiguo, Ciro el Grande diseñó una tumba que muestra una extrema sencillez y modestia comparada con las de otros reyes y gobernantes antiguos. La simplicidad de la estructura tiene un efecto poderoso en el espectador, ya que aparte de unas pocas molduras debajo del techo y un pequeño rosetón por encima de su pequeña entrada, no hay otras distracciones estilísticas.

### Detalles estructurales
Después de su muerte, los restos de Ciro el Grande fueron enterrados en la capital de Pasargada, donde hasta la fecha su tumba (construida alrededor de 540-530 a. C.) aún existe. Los relatos antiguos traducidos dan una vívida descripción de la tumba tanto geométrica como estéticamente. La forma geométrica de la tumba ha cambiado un poco a lo largo de los años, pero todavía mantiene una larga piedra de forma cuadrangular en la base (cuarenta y cinco pies por cuarenta y dos), seguida por una sucesión piramidal de siete, irregulares y pequeñas piedras rectangulares (posiblemente como referencia a los siete planetas del sistema solar) alcanzando una altura de dieciocho pies, hasta que la estructura se va acortando por un edificio de forma rectangular y cúbica con una pequeña entrada o ventana a un lado, por donde el hombre más delgado apenas puede pasar. El techo del edificio y de hecho la estructura, es una piedra caliza alargada frontón.
El edificio, o "casa pequeña" es un cubo rectangular y alargado que se encuentra justo en la parte superior de la escalinata de piedra, y mide seis pies y medio (2 m) de ancho, seis pies y medio (2 m) de altura, y diez pies (3 m) de longitud. El interior del edificio está ocupado por una pequeña cámara de unos pocos metros de anchura y altura y alrededor de 3 metros de profundidad. Fue dentro de esta cámara en la que se habrían situado la cama y ataúd de Ciro el Grande. El edificio tiene un techo frontón con la misma longitud y dimensiones de anchura que el propio edificio. Alrededor de la tumba había una serie de columnas, pero la estructura original que sostenían ya no está presente. El testimonio directo de Flavio Arriano indica que efectivamente Ciro el Grande fue enterrado en la cámara en el interior del edificio, en su descripción de Alejandro Magno contemplando la tumba en su visita a Pasargada, pero también existe la posibilidad que el cuerpo de Ciro el Grande fuera enterrado por debajo de la estructura, y que la tumba vista desde la parte superior sea un cenotafio o una tumba falsa.
Originalmente había un ataúd de oro dentro del mausoleo, que descansaba sobre una mesa con soportes de oro, dentro del cual el cuerpo de Ciro el Grande fue enterrado. Sobre su lugar de descanso, había una cubierta de tapices y cortinas hechas de los mejores materiales de Babilonia, usando fina mano de obra; debajo de su cama había una fina alfombra roja, que cubría la estrecha base rectangular de su tumba.

### Historia
Traducciones griegas describen que la tumba estaba colocada en los jardines fértiles de Pasargada, rodeada de árboles y arbustos ornamentales, con un grupo de guardianes (los "magi"), localizados en las inmediaciones para proteger el edificio contra el robo y daño.
Los magi eran un grupo de zoroastrianos, ubicados en una estructura separada pero conectada, posiblemente un caravasar, pagado y atendido por el estado aqueménida (se dice que recibían un salario de pan, harina y una oveja cada día)). Los magi se encargaban del mantenimiento y de prevenir el robo. Años después, en el caos creado por la invasión de Alejandro Magno a Persia y la pérdida de una autoridad centralizada que dirigiera a los magi y se ocupara de ellos, la tumba de Ciro el Grande fue saqueada y la mayoría de sus riquezas fueron robadas. Cuando Alejandro Magno llegó a la tumba, se horrorizó por la manera en que la tumba fue tratada, y llevó a los magi a la corte. Algunos dicen que la decisión de Alejandro de llevar a juicio a los magi se debió más a un intento de socavar su influencia y mostrar su poder en su recién conquistado imperio que a preocupación por la tumba de Ciro. Independientemente, Alejandro Magno ordenó a Aristóbulo de Casandrea que mejorara el estado de la tumba y restaurara su interior.
La tumba originalmente estaba adornada con una inscripción que, según Estrabón (y otras fuentes antiguas), decía: «¡Oh hombre! Soy Ciro el Grande, quien dio a los persas un imperio y fue el rey de Asia. Recordarme por ello, no por este monumento.»
El edificio ha sobrevivido a la prueba del tiempo por 2500 años. Después de la invasión árabe en Persia y el colapso del Imperio sasánida, los ejércitos árabes querían destruir este artefacto histórico, con la base de que no era congruente con sus principios islámicos, pero la rápida reacción de los persas de la zona evitó este desastre. Los persas renombraron la tumba, y la presentaron al ejército invasor como la tumba de la madre del rey Salomón. Es probable que la inscripción este perdida en la actualidad.
Mohammad Reza Pahlevi, sah de Irán y el último monarca oficial de Persia, durante la celebración de los 2500 años del Imperio Persa rindió homenaje a los reyes aqueménidas y en especial a Ciro el Grande. Al igual que Alejandro Magno antes que él, el sah de Irán quiso hacer un llamamiento al legado de Ciro para legitimar su mandato, por extensión. El sah de Irán sin embargo, estaba interesado en la protección de los artefactos históricos imperiales.
Después de la Revolución iraní, la tumba de Ciro el Grande sobrevivió al caos inicial y al vandalismo propagado por los revolucionarios islámicos, quienes equiparaban artefactos históricos imperiales persas con el difunto sah de Irán. Hay denuncias de que la tumba podría estar en peligro por la construcción de la presa Sivand en el río Polvar (localizado en la provincia de Pars) y sufrir daño por el agua, pero no hay reconocimiento oficial de dicha afirmación. Las Naciones Unidas reconocen la tumba de Ciro el Grande y a Pasargada como patrimonio de la humanidad de la UNESCO.

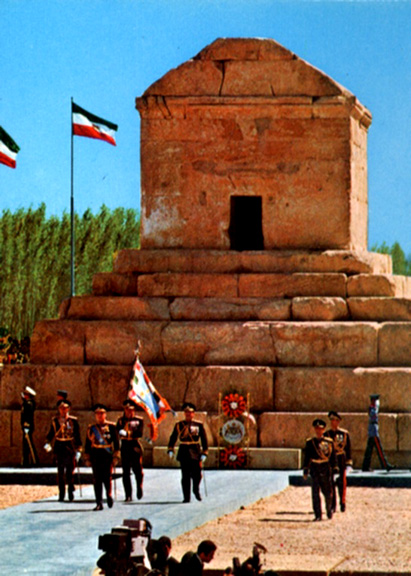
Celebración del shah de Irán con motivo de los 2500 años del imperio persa
Foto animada del mausoleo
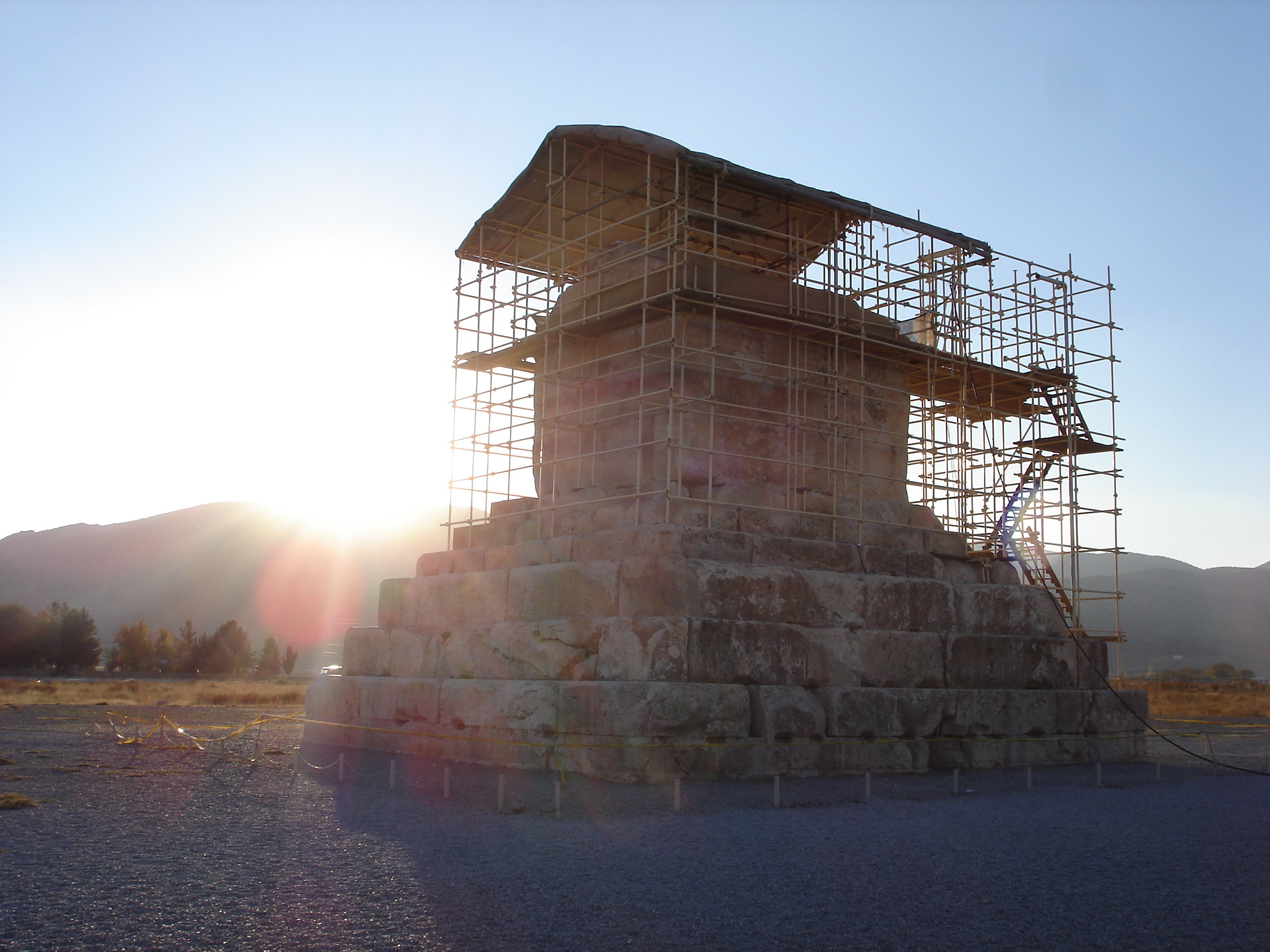
Tumba de Ciro en reparación

## Persépolis

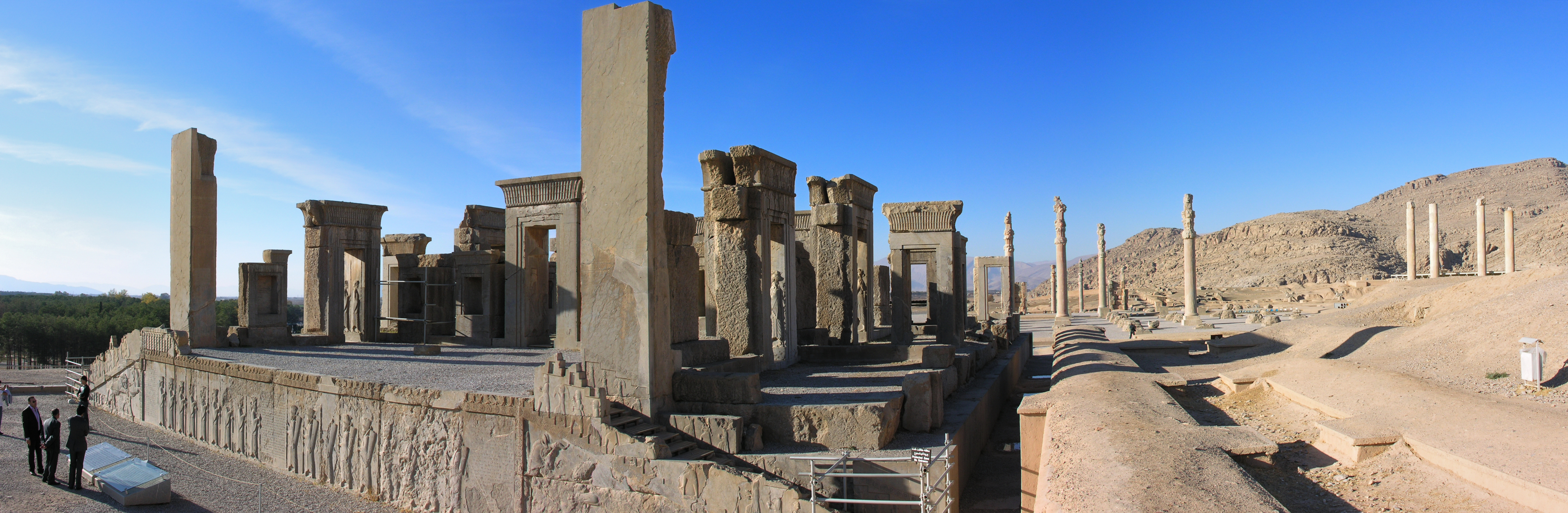
Panorámica de Persépolis

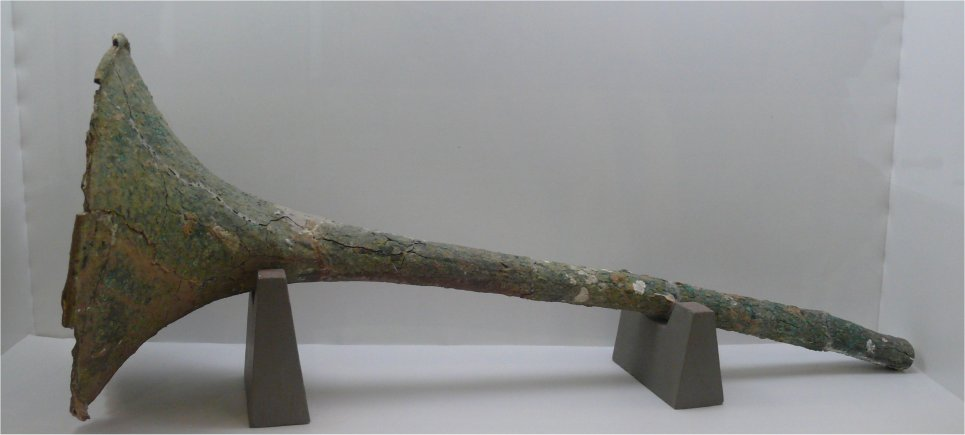
Trompeta ceremonial de Persépolis; Museo de Persépolis, Irán

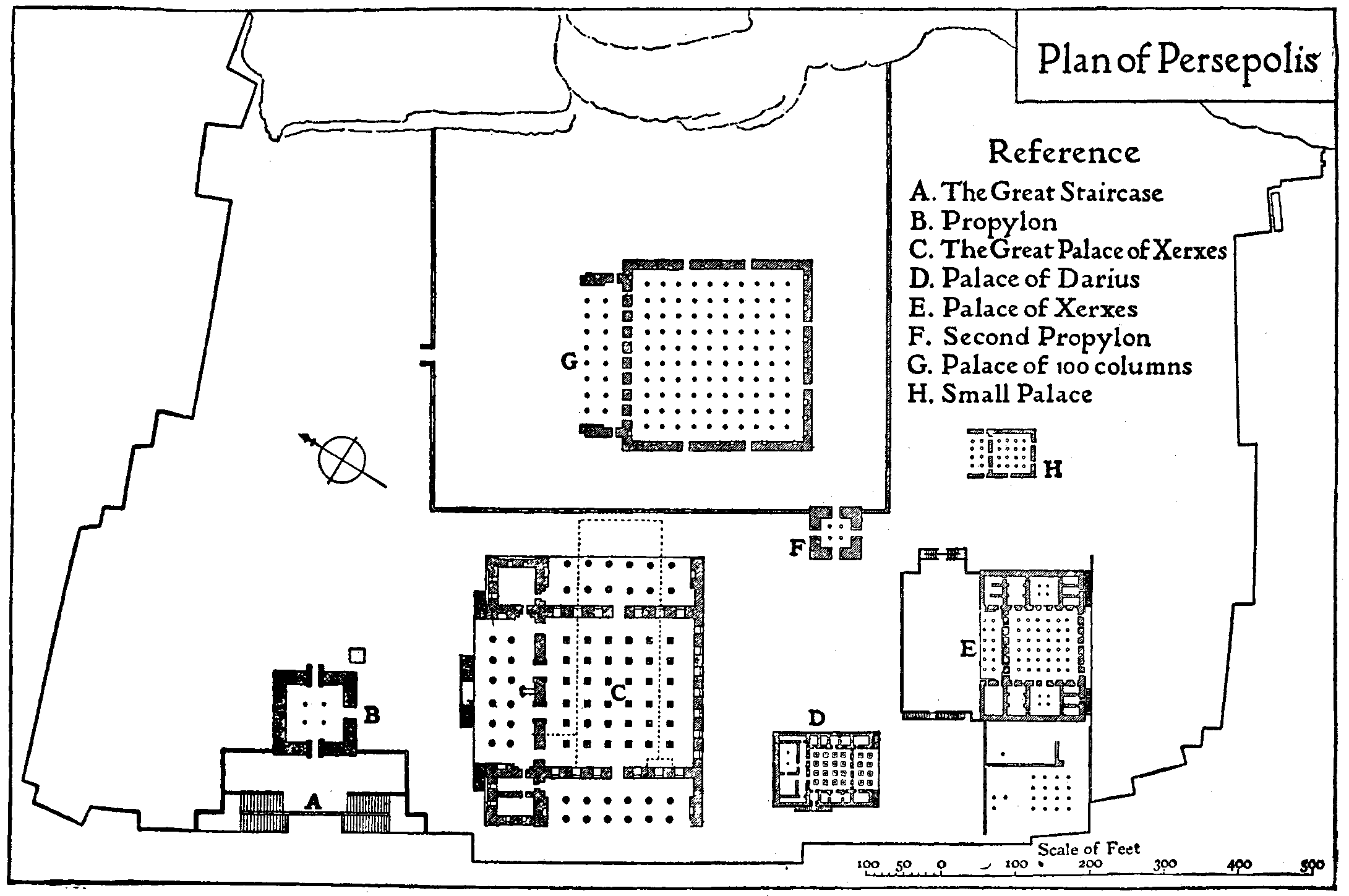
Esquema incompleto de Persépolis; nota - C: Sala Apadana, G: "Talar-i-Takht" o sala de 100 columnas, N: "Tachar" o palacio of Darío, H: "Hadish" or Palacio de Jerjes el Grande, B:"Darvazeh-i-Mellal" o puerta de todas las naciones, F: Trypilon; No se muestra (detrás del texto de referencia): "khazaneh" (tesorería)

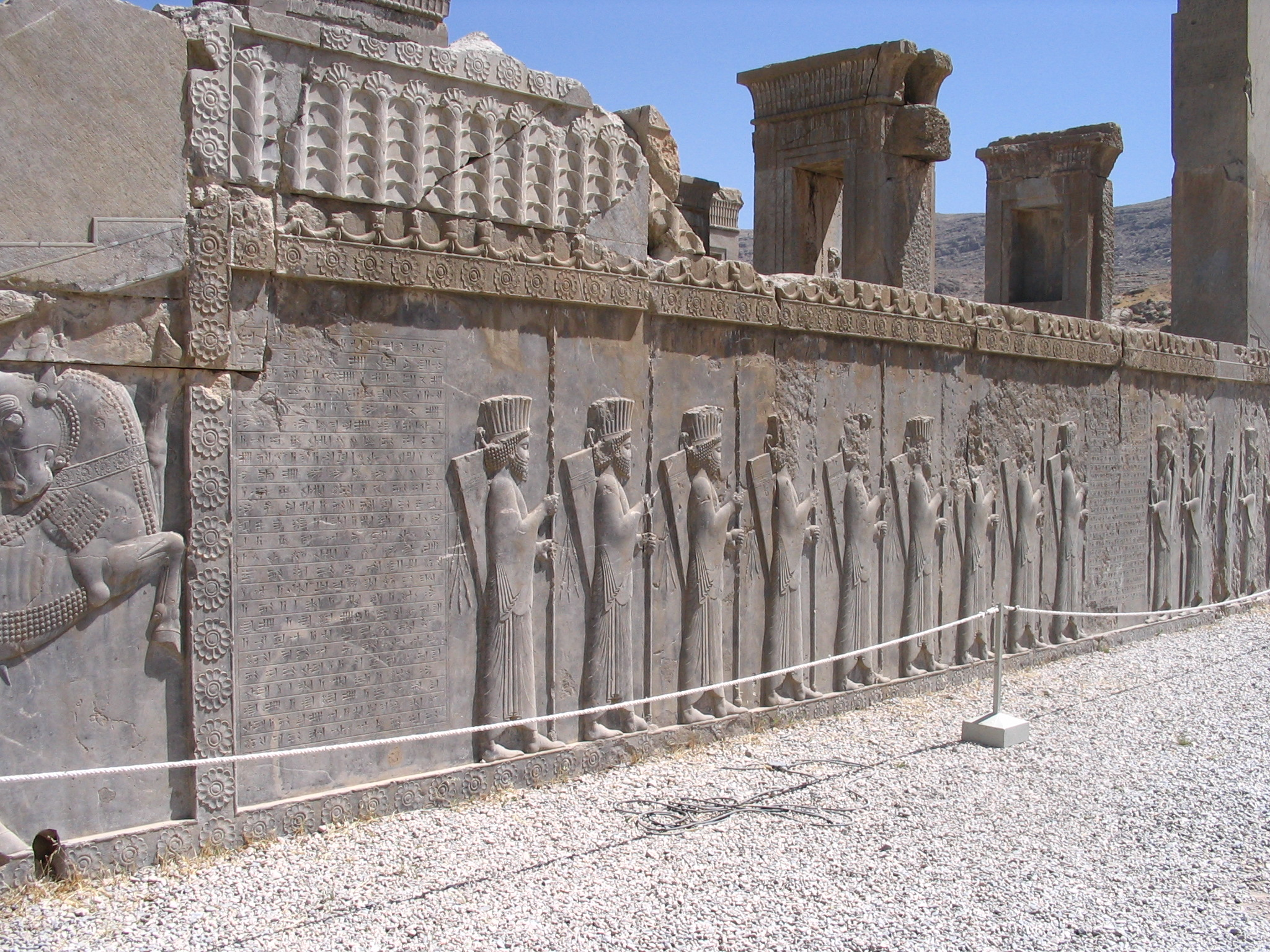
Relieves de Persépolis que representan en esta vista, soldados aqueménidos uno frente al otro protegiendo el palacio más arriba

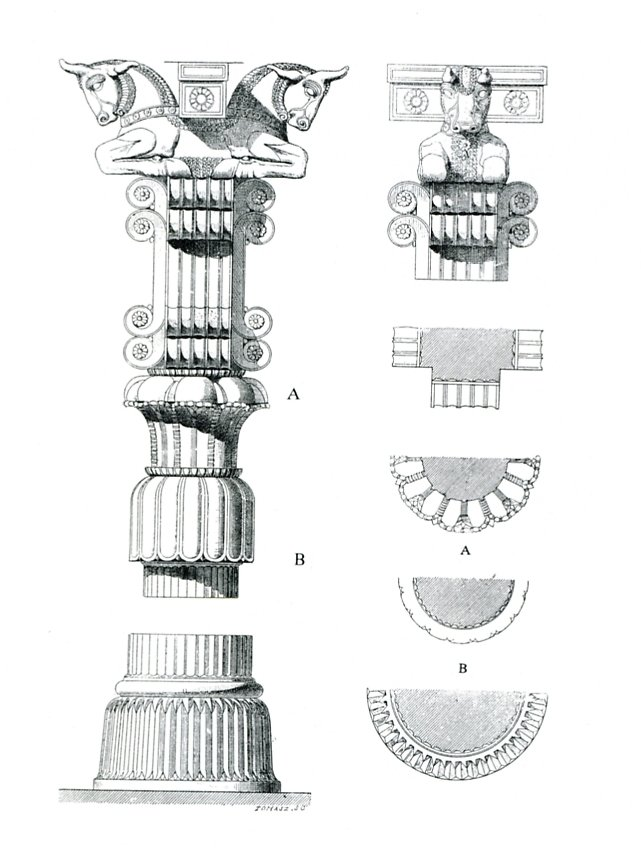
Detalle de estrías, motivos de animales en los capiteles de las columnas en las salas de Persépolis, particularmente en la apadana.

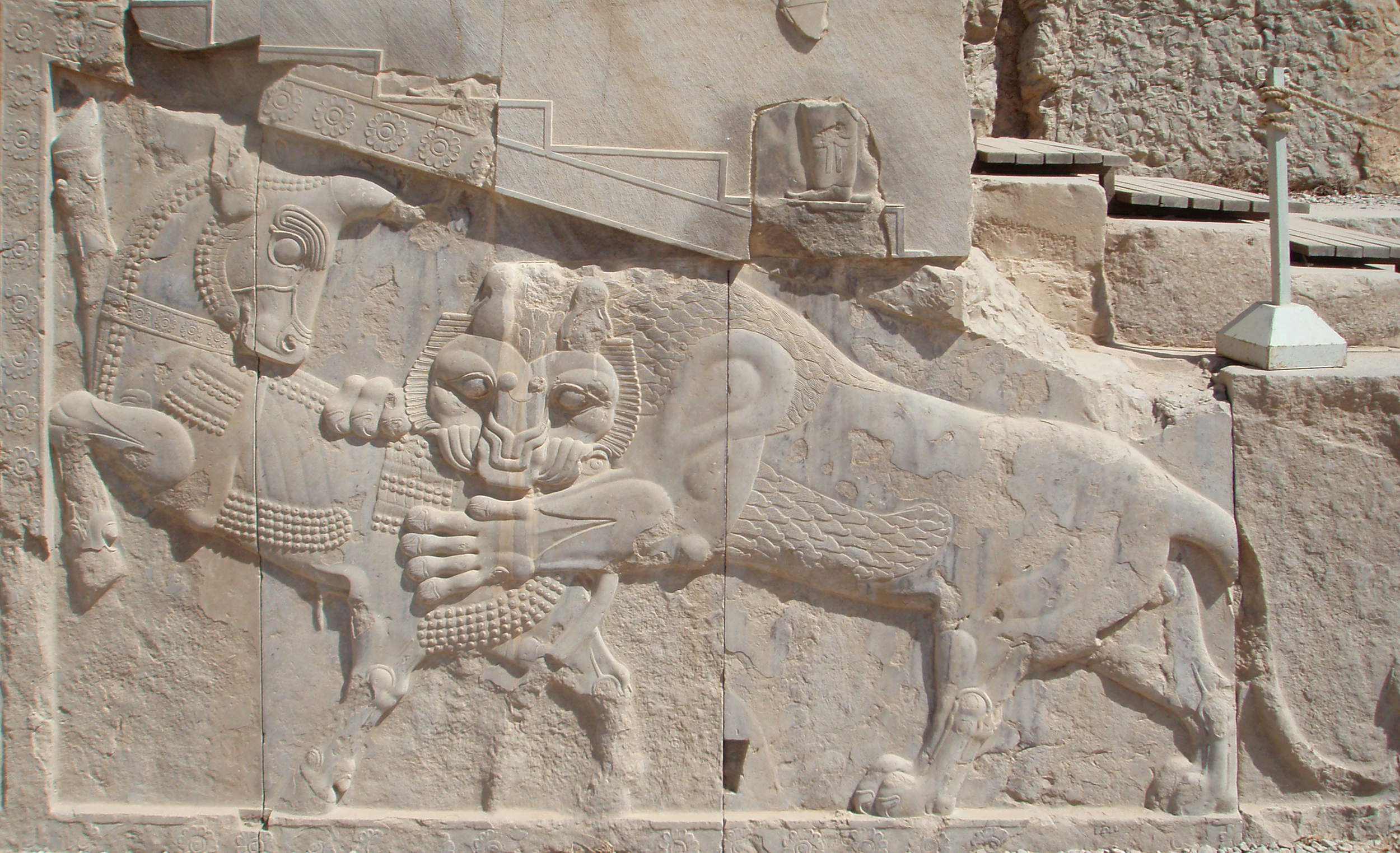
Relieve representando la llegada simbólica de la primavera y la festividad del Nouruz, a través del león (sol) teniendo un festín con el toro (luna); Persépolis, Irán.

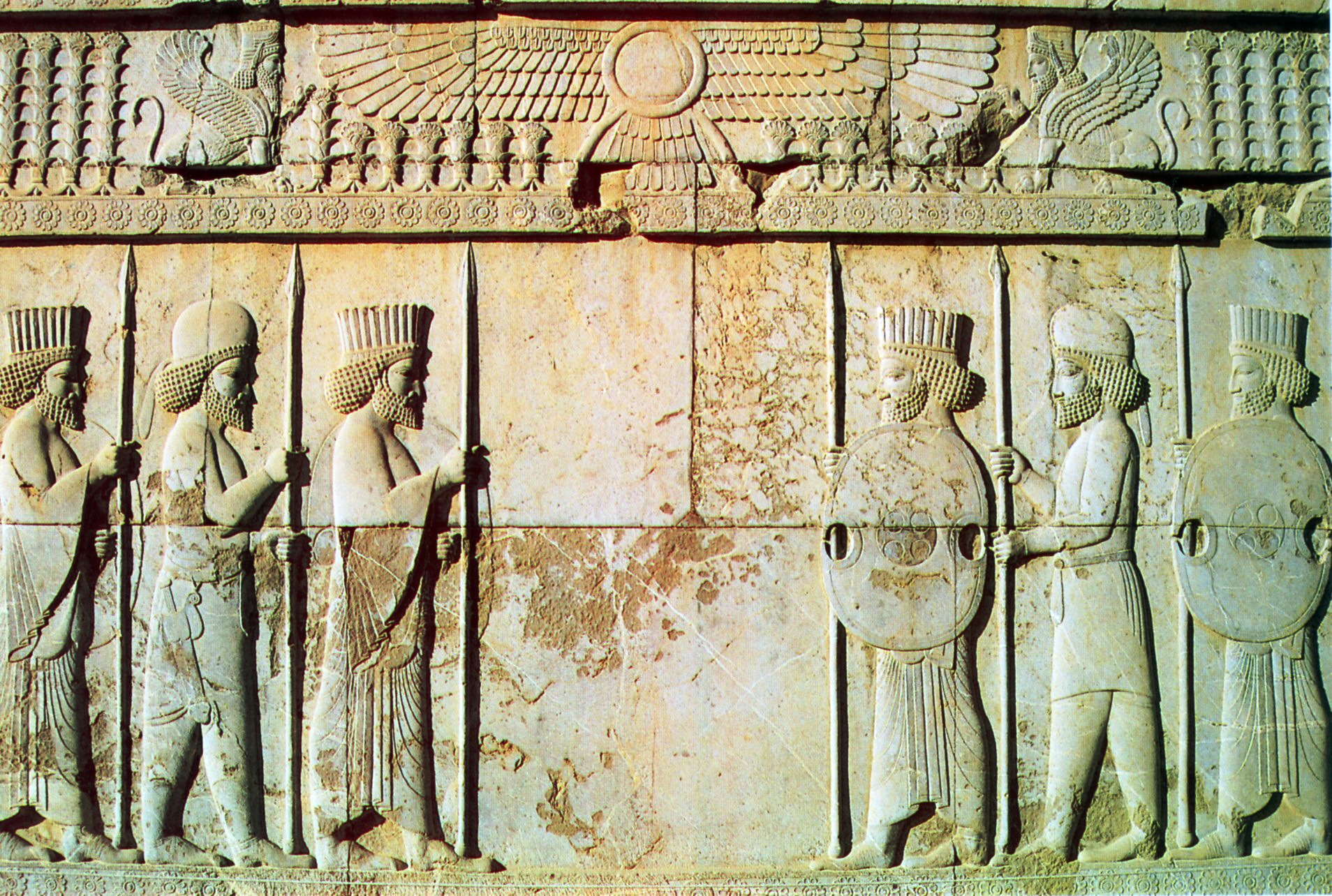
Relieve de la apadana en Persépolis mostrando soldados de Media y Persia. Pueden percibirse sutiles diferencias en la ropa y estilo de los soldados de cada lado.

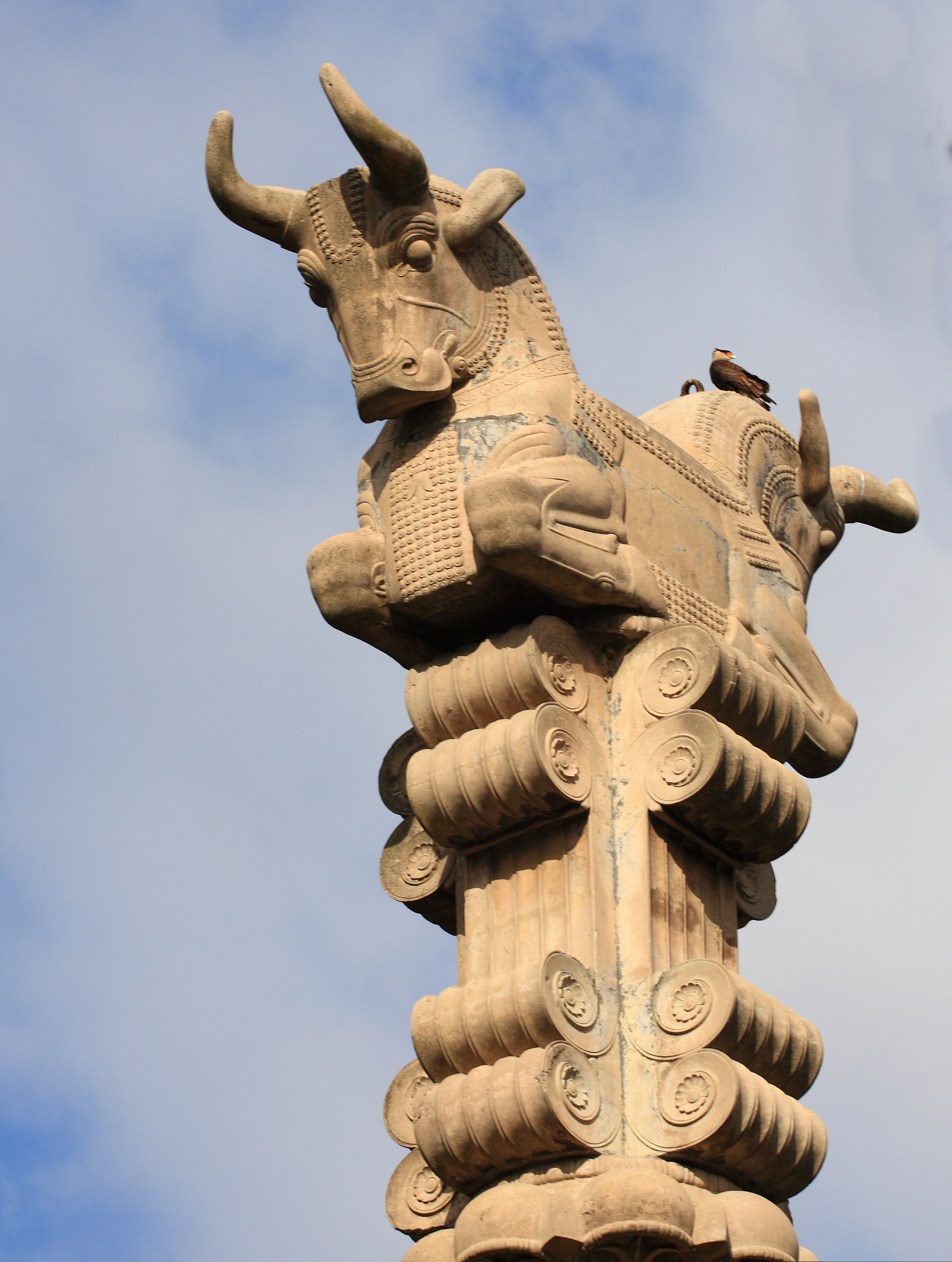
Una columna bien preservada que muestra los detalles de la capital de las columnas en Persépolis

Persépolis es la versión latinizada del antiguo nombre persa, "Parsa", que significa literalmente "ciudad de los persas." Otro logró espectacular de los aqueménidas fue que Persépolis se convirtió en una de las cuatro capitales del imperio. Fundada por Darío I alrededor de 518 aC, crecería para convertirse el centro de las festividades ceremoniales y culturales, un centro para que dignatarios y visitantes rindieran homenaje al rey, una residencia privada de los reyes persas, un lugar para que los sátrapas llevaran regalos para el rey en la primavera, durante el festival de Nouruz, así como un lugar para la gobierno y la ordenanza del reino. El prestigio y las grandes riquezas de Persépolis eran bien conocidas en el mundo antiguo y se describen mejor por el historiador griego Diodoro Sículo:
¡[Persépolis] la capital del reino persa [es]... la ciudad más rica bajo el sol!

### Detalles estructurales
Hoy en día los restos arqueológicos de esta ciudad antaño opulenta están a unos 70 kilómetros al norte de la moderna ciudad iraní de Shiraz, en la provincia de Fars, al suroeste de Irán. Persépolis es un amplio y elevado complejo de 40 pies de alto, 100 pies de ancho y un tercio de una milla de largo, compuesta de múltiples salas, pasillos, una amplia terraza y doble escalera simétrica que tiene acceso a la parte superior de la terraza. La escalera muestra escenas en relieve de diferentes motivos de la vida cotidiana o de la naturaleza, incluyendo algunos que eran literales o metáforas; Algunas mostraban escenas de actos naturales como un león atacando a su presa pero que representaba a la primavera y al festival de Nouruz. Otras escenas mostraban, sujetos de todos los estados del imperio presentando regalos al rey, así como escenas de guardias reales, o las escenas de las interacciones sociales, entre los guardias o dignatarios. A esta escalera se le conoce algunas veces como "Todos los países."
La estructura fue construida a partir de varias salas y complejos que incluyen, la sala de Apadana (la sala más larga con 36 columnas), "Tachar" (la cámara privada de Darío I), "Hadish" (añadida después como la cámara privada del rey Jerjes I), la "Talar-i-Takht" también conocida como la sala de 100 columnas que servía como sala de trono para la junta general con el rey, "Darvazeh-i-Mellal" (la puerta de todas las naciones), el "khazaneh" (el tesoro real), un complejo tipo sala y palacio fue desarrollado más tarde por Artajerjes III Oco, Tripylon (sala del consejo), y las "tumbas excavadas en roca de los reyes" and the "rock cut tombs of the kings" o Naqsh-e Rustam.
La sala más impresionante del complejo es la Apadana, que ocupa un área de 109 metros cuadrados con 36 columnas, cada una de más de 19 metros de altura. Cada columna tiene estrías, con una base cuadrada (excepto unos pocos en los pórticos), y una columna principal que sostiene el techo del complejo. La estructura fue cerrada originalmente a partir de los elementos de muros de adobe de más de 5 metros de espesor y más de 20 metros. Las columnas eran únicas en el hecho de que cada una tenía un capital compuesto a menudo representando toros o animales. Aquellas columnas en los pórticos no solo tenían base circular, sino también cuenta con un capital adornado después que terminan las estrías, solo para ser reducido por detallados toros, sosteniendo el techo.
El relieve de Apadana también es único porque delinea la presencia y el poder del rey. Conocido como "Relieve del tesoro", las escenas representadas en Apadana subrayan la continuidad del reino a través de Darío I, y subrayan su presencia en todo el imperio, así como presenta a su ejército de persas "inmortales". Tal vez esto fue el intento de Darío para crear un símbolo de la continuidad asegurada de su línea. La sala de Apadana y las estructuras adyacentes en el complejo, se cree que fueron diseñadas para albergar a un gran número de personas. De hecho, las salas de Persépolis podían en cualquier momento, albergar a diez mil visitantes cada día, con el rey y su personal propiamente acomodados.
La grandeza de Persépolis se encuentra en sus detalles arquitectónicos, sus impresionantes, altas y verticales columnas, en sus relieves hábilmente elaborados que representan personas de todos los ámbitos de la vida, y de todos los rincones del imperio, y más importante, en su relevancia histórica como centro político y social de la vida real aqueménida.

### Ingeniería
Las tablillas de la Fortaleza de Persépolis que datan de 509 al 494 a. C. son documentos antiguos persas que describen muchos aspectos sobre la construcción y mantenimiento de Persépolis. Las tablillas son importantes porque destacan dos aspectos importantes de la vida aqueménida y la construcción de Persépolis: En primer lugar, que la estructura fue creada por trabajadores, a quienes se les pagaba raciones o salarios, y en segundo lugar, la estructura tenía un intrincado sistema de ingeniería que implicaba la carga de peso y elementos arquitectónicos y más notablemente un sistema de riego compuesto por un sistema de tuberías cerradas y acueductos abiertos. El siguiente texto de PF 1224, delinea ambos puntos:

32 BAN (9.7 litros) de grano… el sumo sacerdote en Persépolis… recibió y lo dio como bonificación a mujeres griegas post parto en Persépolis, los trabajadores de riego, cuya distribución se ha establecido...

#### Tecnología del agua
La red de escurrimiento y alcantarillado de Persépolis son algunas de las más complejas del mundo antiguo. Persépolis está construida al pie de la montaña Rahmat, con una terraza elevada, parcialmente construida por el hombre y parcialmente parte del complejo de la montaña. Como Persépolis era, en esencia, un importante centro cultural comúnmente utilizado al inicio de la primavera durante el festival de Nouruz, gozó de grandes precipitaciones y escurrimientos de agua provenientes de hielo y nieve derretidos. La red de alcantarillado asume gran importancia en este momento crítico ya que estaba destinado tanto a manejar el flujo del agua hacia abajo desde las zonas más altas, así como gestionar los escurrimientos de aguas residuales de los habitantes, y sus necesidades de agua.
Para evitar inundaciones, los aqueménidas usaban dos técnicas de ingeniería para desviar la nieve derretida y el agua que escurría de la montaña: La primera estrategia era recolectar el escurrimiento en una depósito que era un pozo con una abertura cuadrada con dimensiones de 4.2 m de la abertura cuadrada y una profundidad de 60 m, permitiendo un volumen de 554 m³, o 554,000 litros, (60 x 4.2 x 4.2 m) de escurrimiento recolectado. El agua se desviaba hacia el depósito a través de múltiples alcantarillas ubicadas estratégicamente alrededor de la estructura. La segunda estrategia era desviar el agua lejos de la estructura, si los embalces se llenaban; este sistema utilizaba un conducto de 180 m, con 7 m de ancho y 2.6 m de profundidad localizado justo al oeste del sitio.
Sin embargo, el sistema de agua era mucho más complejo que solo depósitos y conductos de agua e involucró un sofisticado y antiguo sistema de tuberías cerradas y riego. La irrigación estaba dividida en cinco zonas, dos servían a la parte norte de la estructura y tres a la parte sur. Sorprendentemente el sistema de irrigación estaba diseñado para estar en harmonía con la estructura para que en los lugares en donde había canales de drenaje centrales, en el centro de las columnas y pequeños agujeros de drenaje y conductos en cada piso que sacaría el agua del techo, cada piso y los portales de aguas residuales en una red de alcantarillado subterráneo y lejos de la estructura.
Las cinco zonas (I-V) todas poseían una capacidad de escurrimiento de 260 litrosl/s que es sin duda más que la cantidad necesaria para el manejo del escurrimiento de las montañas lo que indicaba que el sistema también se utilizaba para el abastecimiento de agua de los habitantes, gestión de aguas residuales, e incluso la irrigación de los jardines alrededor de la estructura.

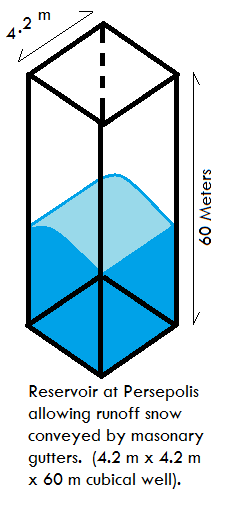
Un diagrama esquemático del depósito
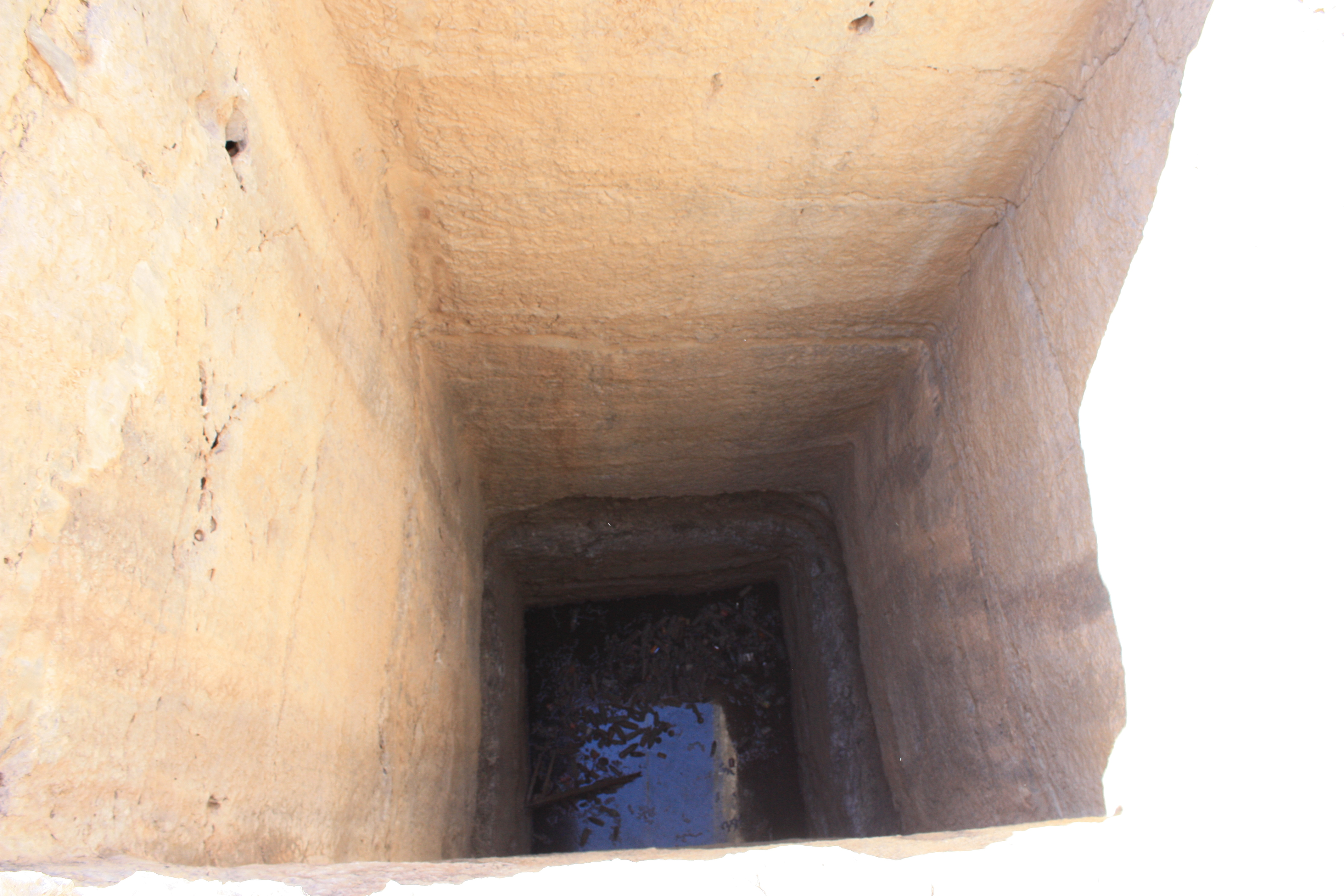
Una foto del depósito, tal como existe hoy en día
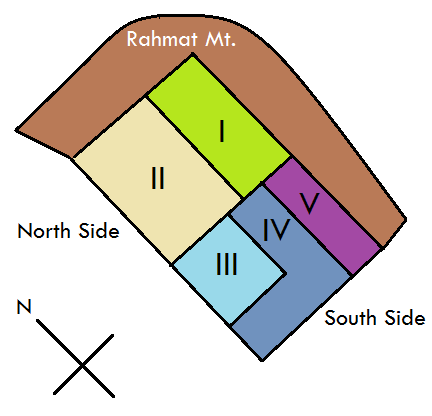
Zonas de irrigación (I,II) en el norte y (III, IV, V) en el sur

#### Tecnologías estructurales
Para que una estructura tan masiva funcionara adecuadamente, el peso del techo, columnas y la terraza tenían sue ser distribuidas de man era uniforme. La construcción en la base de la montaña ofrecía un poco de soporte estructural. El material del techo era una aplicación compuesta de madera y piedra, disminuyendo su peso total. El uso extensivo de la piedra en Persépolis, no solo garantizaba su integridad estructural durante la duración de su uso, sino también significaba que sus restos durarían más que los ladrillos de barro de los palacios de Susa.

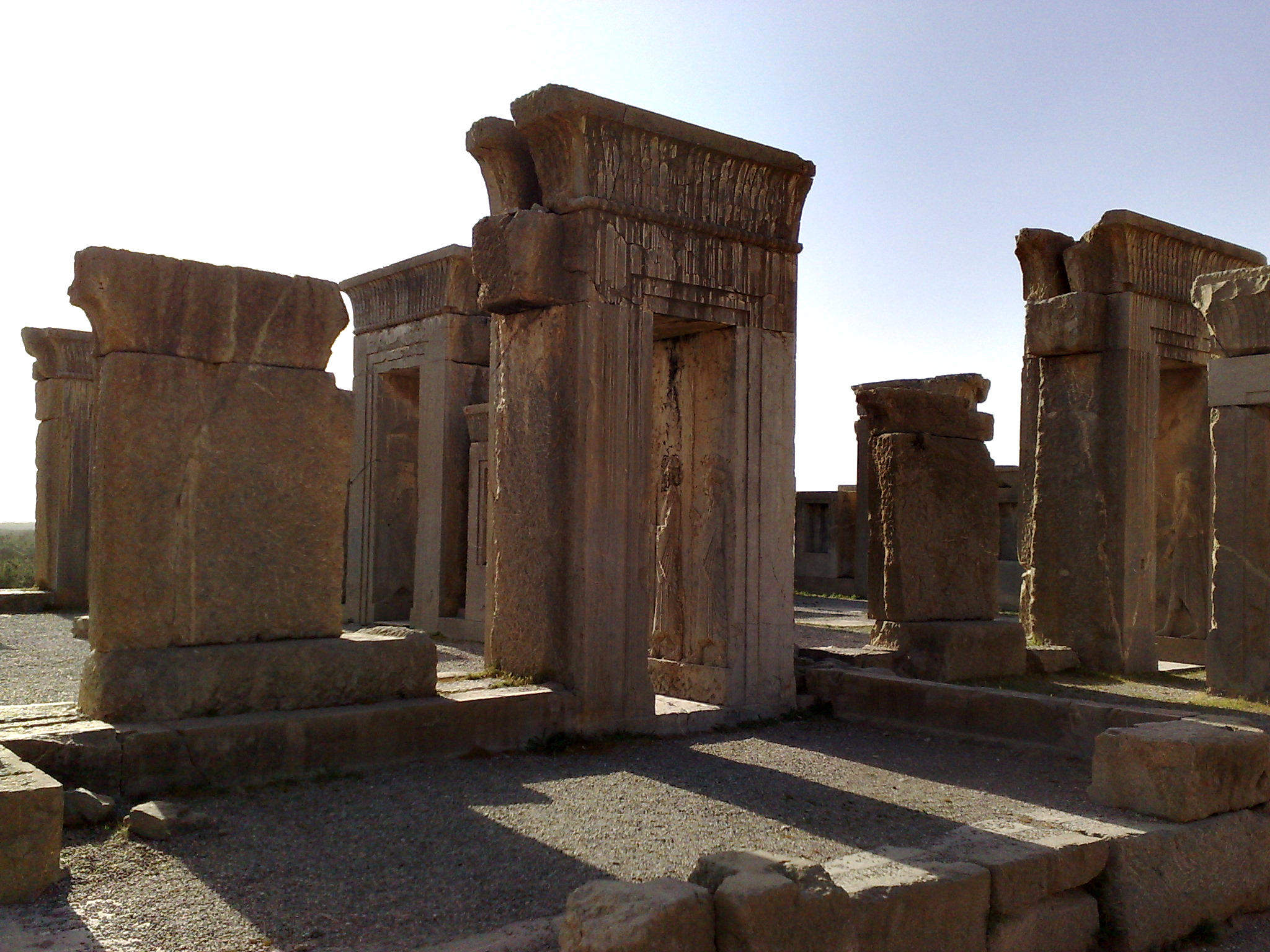
Las columnas y puertas estructurales restantes
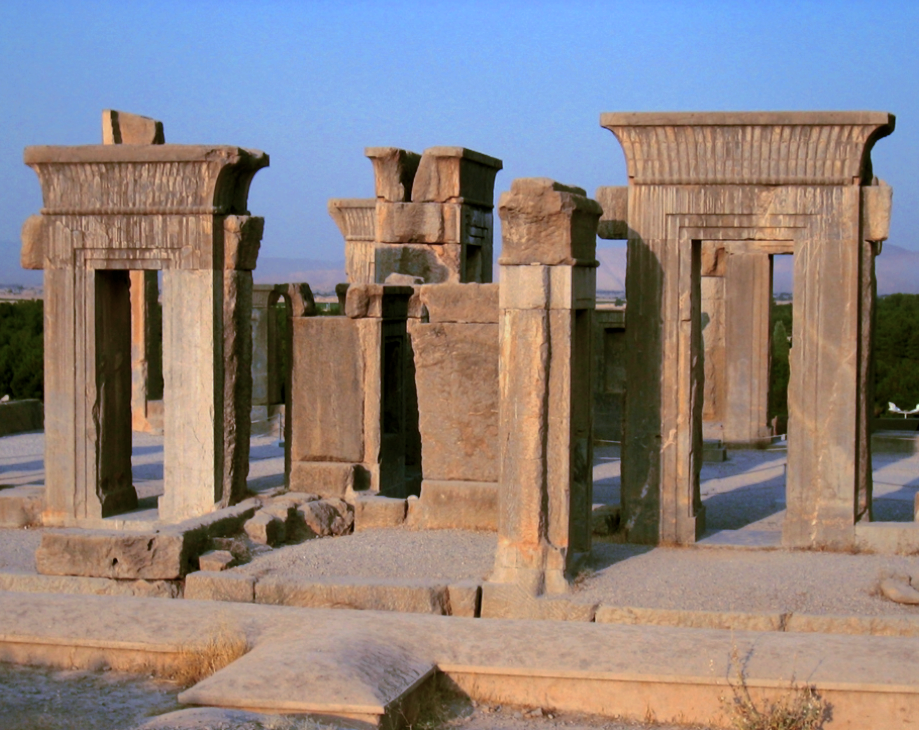
Otra vista de las columnas
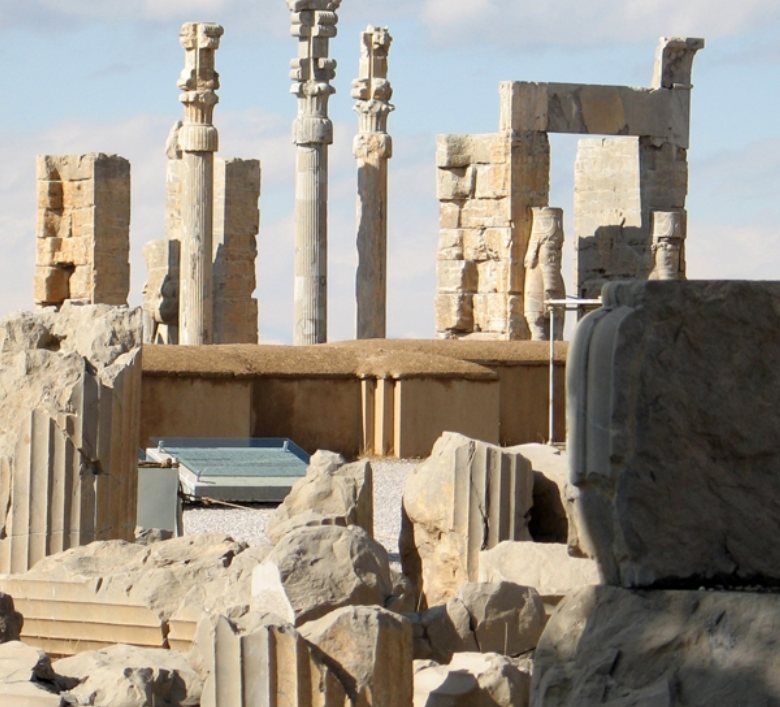
Otra vista más de las columnas y marcos de las puertas

### Historia
Los escolares coinciden en que fue Darío el Grande quien inició la construcción y expansión del proyecto de Persépolis, sin embargo el arqueólogo alemán Ernst Herzfeld, creía que fue Ciro el Grande quien eligió el sitio para la construcción, aunque en última instancia fue Darío quien terminó la construcción y creó sus impresionantes edificios. Excavaciones a nombre del Instituto Oriental de la Universidad de Chicago, encabezadas por Herzfeld en 1931 y más tarde con la cooperación de Eric F. Schmidt en 1933 dieron lugar a algunas de los más impresionantes descubrimientos de artefactos aqueménidas, palacios y estructuras. Herzfeld sentía que el sitio de Persépolis fue hecho para ceremonias especiales y estaba destinado a transmitir el poder del imperio aqueménida a sus naciones sometidas.
En algunas versiones, Persépolis nunca se terminó oficialmente y su existencia se vio interrumpida por Alejandro Magno, quien en un ataque de ira, ordenó el incendio de la ciudad en el año 330 a. C. Iniciada originalmente por Darío I un siglo antes, la estructura estaba constantemente cambiando, en proceso de renovación para mantener su impresionante fachada. Tras el incendio de la ciudad, Persépolis estaba desierta y se perdió relativamente en la historia, hasta que las excavaciones de Herzfeld, Schmidt, y el equipo de Chicago la descubrió en la década de 1930. Este gran artefacto histórico desafortunadamente está en serio riesgo de "daño irreparable" por negligencia, los elementos y vandalismo.
Persépolis no era de ninguna manera el único proyecto aqueménida a gran escala, como Susa también fue sede de una estructura similar iniciada por Darío con fines ceremoniales similares. Sin embargo, esa historia aún puede disfrutar de los restos de Persépolis al contrario de los restos escasos de Susa, se debe en parte a la selección de piedra en la construcción de Persépolis por el contrario del adobe en Susa, y al hecho de que estuvo relativamente deshabitada, protegiéndola del desgaste de los habitantes. Políticamente, Persépolis fue un descubrimiento significativo por el descubrimiento cercano de Naqsh-e Rustam, la necrópolis persa, casa de Darío I arrojó luz sobre la importancia que tuvo como una de las mayores capitales del imperio. Naqsh-e Rustam no solo era la casa de Darío I, también de su hijo Jerjes I, Artajerjes I, y Darío II también. El complejo de la necrópolis fue saqueado tras la invasión de Alejandro Magno, y posiblemente en el período sasánida y durante la invasión árabe. 
Durante la época del Shah de Irán, la estructura gozó de protección y cobertura pues Mohammad Reza Shah apeló a su simbolismo real y nacional. Durante este periodo de tiempo muchos políticos occidentales, poétas, artistas y escritores gravitaron hacia Irán, y a Persépolis, ya fuera en función de las relaciones políticas con la monarquía iraní o para informar o visitar las ruinas. Aquellas figuras incluyen la procesión de dignatarios internacionales que asistieron a la celebración de los 2,5000 años celebrada por el Shah, así como visitas individuales de figuras como Heinrich Lübke de Alemania, y Ralph Graves de la revista LIFE. En un artículo en LIFE en 1971, Graves describió su experiencia en Persépolis de la siguiente manera: 

Cuando ves Persépolis por primera vez como yo, de frente a Marvdasht, es probable que te decepciones, pero una vez dentro de las ruinas, te sentirás abrumado por las columnas que se alzan todavía orgullosas, y por la calidad y el estado fresco de los relieves que ciertamente están entre los mejores de la historia del arte del mundo. Pero te encuentras paralizado por la compresión súbita de que todo esto ocurrió have veinticuatro siglos, y que la gente de todas las naciones del mundo conocido de la época, estaban en el mismo lugar y se sintieron de la misma forma.
Ralph Graves

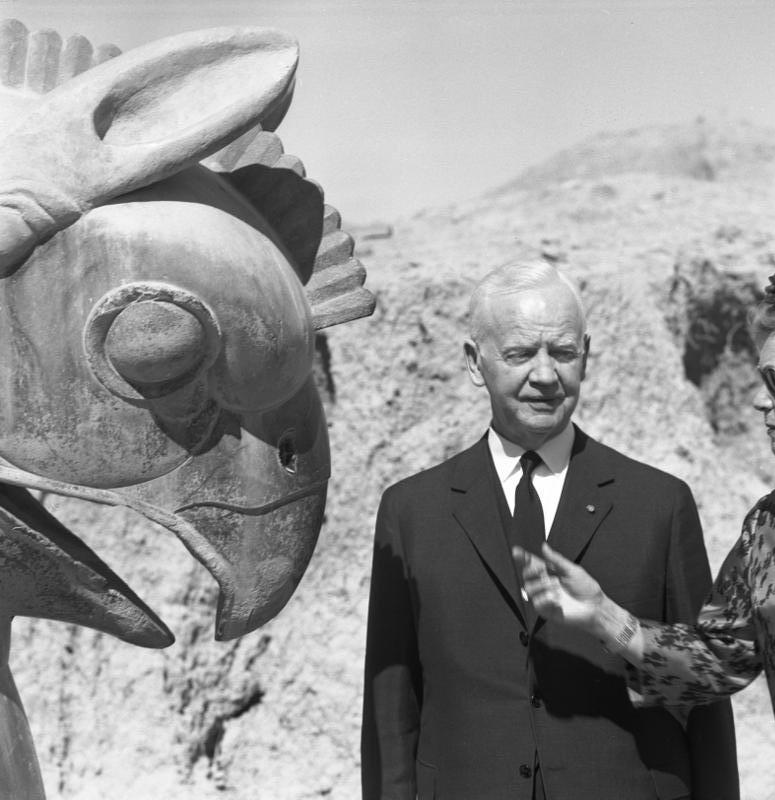
Lubke en su visita a Persépolis
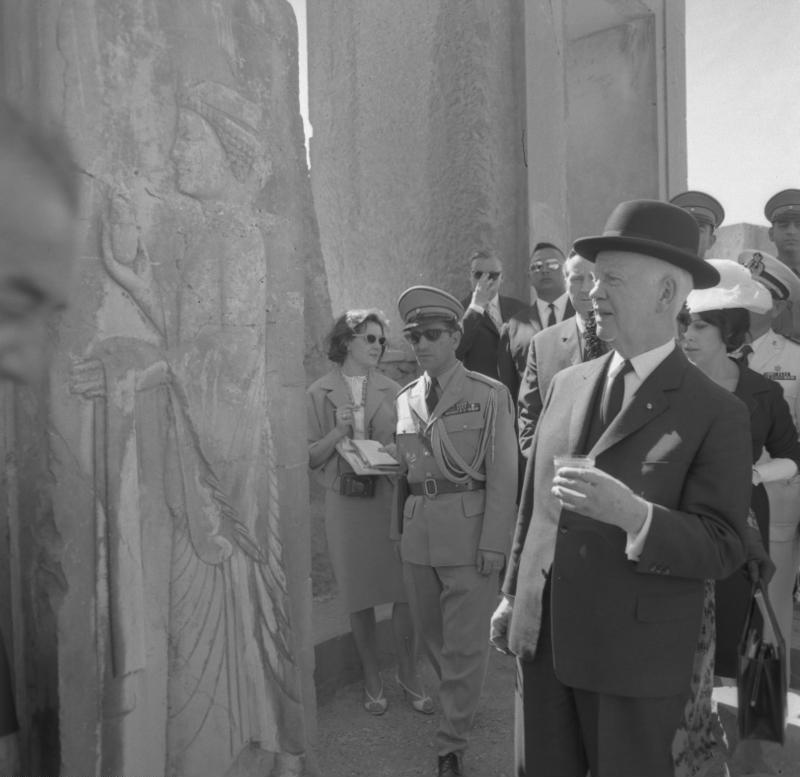
Lubke y los relieves
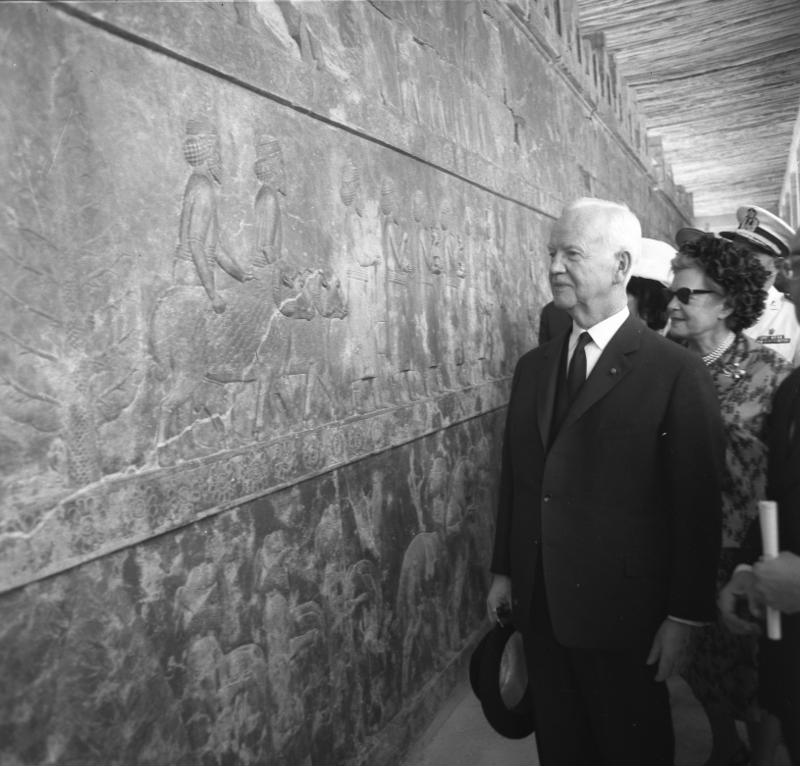
Lubke y la pared de relieves
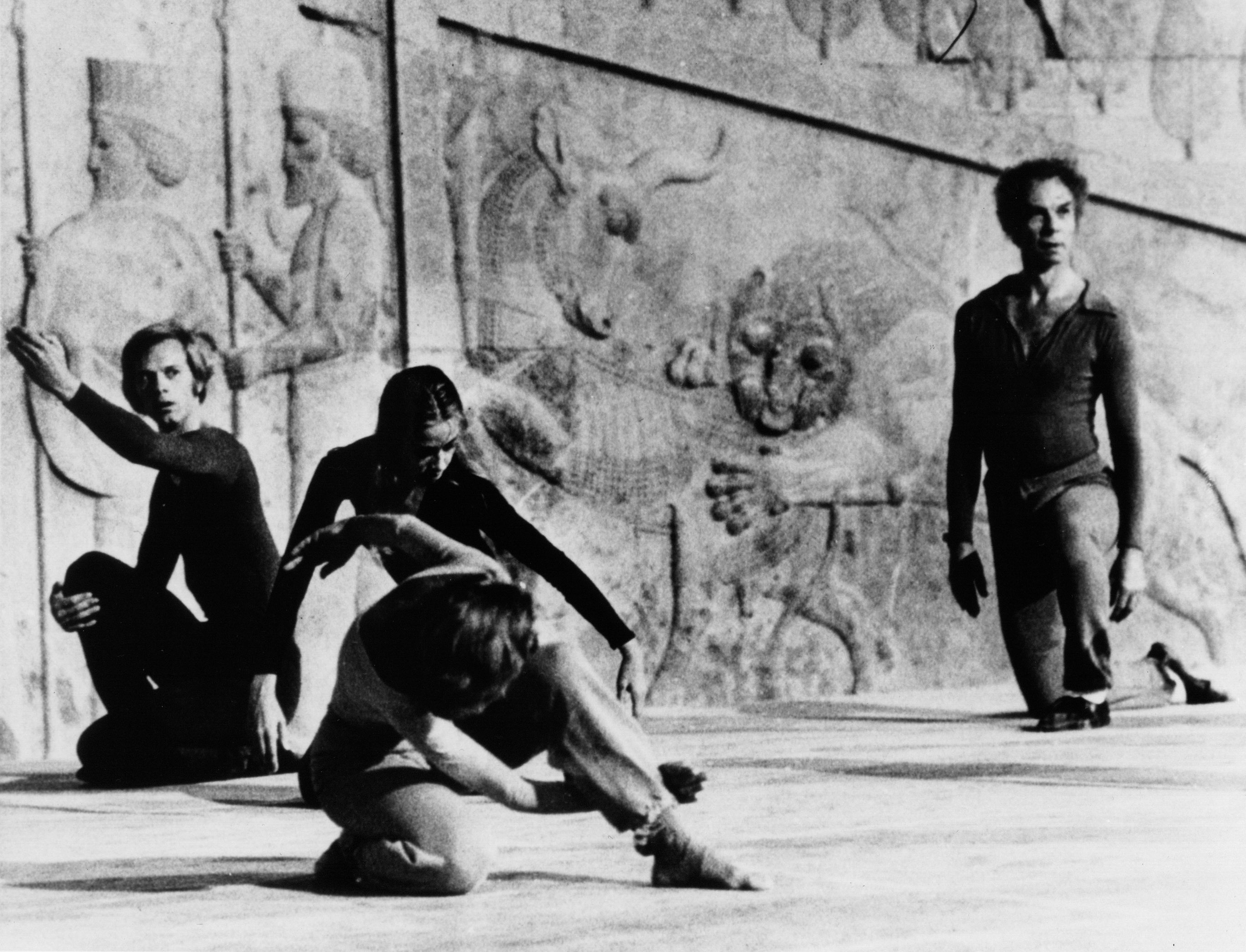
Representación teatral de artistas occidentales en el festival Shiraz Arts

### Vandalismo
A través de la historia ha habido casos de negligencia o vandalismo en Persépolis. El personaje histórico más notable que vandalizó esta estructura fue Alejandro Magno, quien después de entrar a Persépolis en 330 a. C., la llamó «la ciudad más desagradable de Asia» y permitió a sus tropas macedonias saquearla. A pesar de este odio, Alejandro también admiraba a los persas como es obvio, por su respeto a Ciro el Grande, y su acto de dar un entierro digno Darío III. Años después, tras volver a visitar la ciudad que había ordenado quemar, Alejandro se arrepentiría de su acción. Plutarco representa la naturaleza paradójica de Alejandro cuando relata una anécdota en la cual Alejandro hace una pausa y habla a la estatua caída de Jerjes I como si fuera una persona viva: 
«¿Debo pasar y dejarte tendido ahí por las expediciones que condujiste contra Grecia, o debo erigirte de nuevo por tu magnanimidad y virtudes en otros aspectos?»
En retrospectiva, se debe entender que a pesar de su pérdida momentánea de juicio y de su papel como figura principal que llevó a su fin a Persépolis, Alejandro no fue de ninguna manera el único. Muchas personas en los siglos siguientes dañarían Persépolis incluyendo ladrones y vándalos durante la dinastía sasánida. Cuando los ejércitos árabes invadieron en el siglo XVII, causaron muchos disturbios civiles, hubo persecución religiosa, y quema de libros. No hay constancia clara de su vandalismo hasta la fecha, y es probable que sea por su destrucción de libros y registros históricos.
Durante la época colonial, y la Segunda Guerra Mundial, la estructura también sufrió de vandalismo a manos de los Aliados. Causas naturales como terremotos y el viento también han contribuido al deterioro general de la estructura.
Incluso hasta la fecha, la estructura no está a salvo de la destrucción y vandalismo. Después de la revolución iraní, un grupo de fundamentalistas sirvientes de Ruhollah Jomeini, incluyendo a su mano derecha Sadegh Khalkhali, intentaron demoler tanto la tumba del renombrado poeta persa Ferdowsi como Persépolis, pero afortunadamente fueron detenidos por el Gobierno provisional.
Esta galería muestra algunos de estos desafortunados actos de vandalismo perpetrados en su mayoría por visitantes extranjeros desde finales de 1800 a inicios de 1900. Actualmente la estructura está en alto riesgo de "daño irreparable".

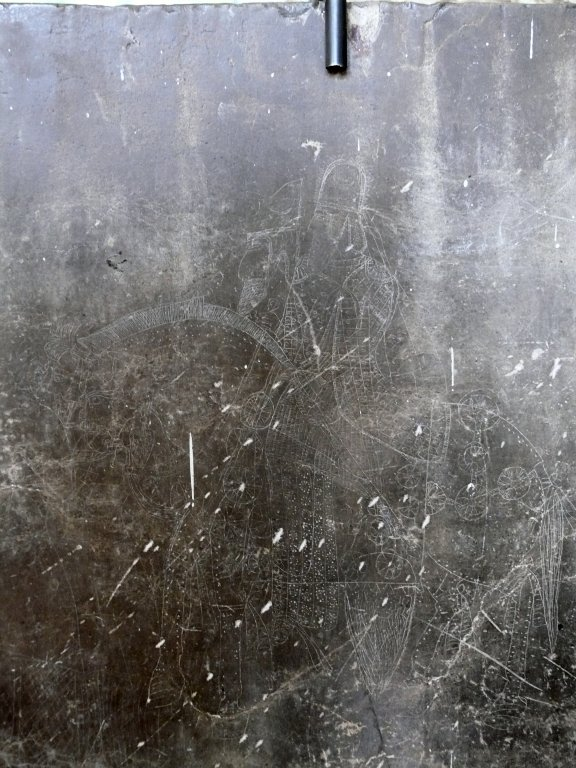
Grafiti realizado por un jinete, durante la época del imperio sasánida
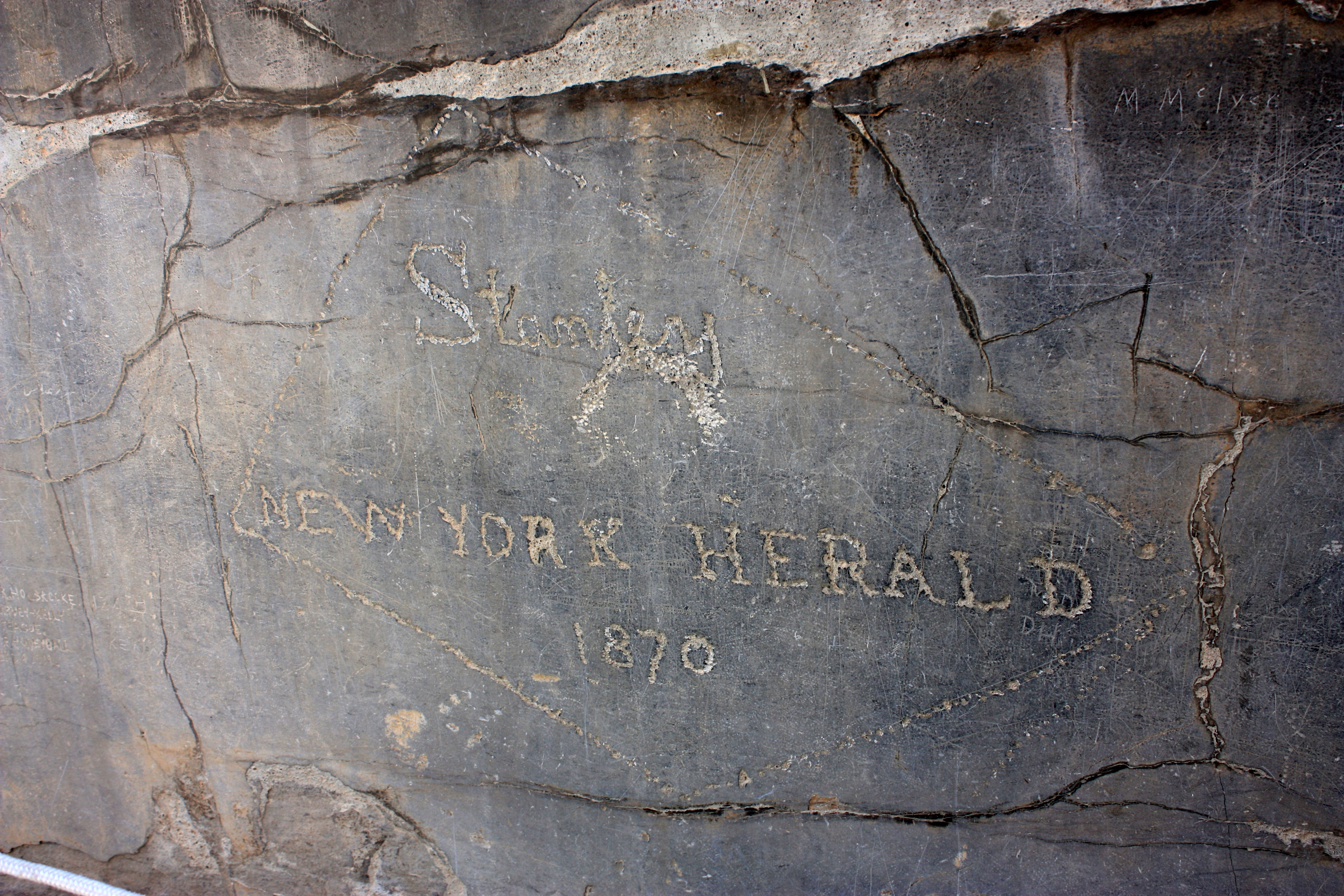
Grafiti dejado por el explorador Henry Morton Stanley del New York Herald
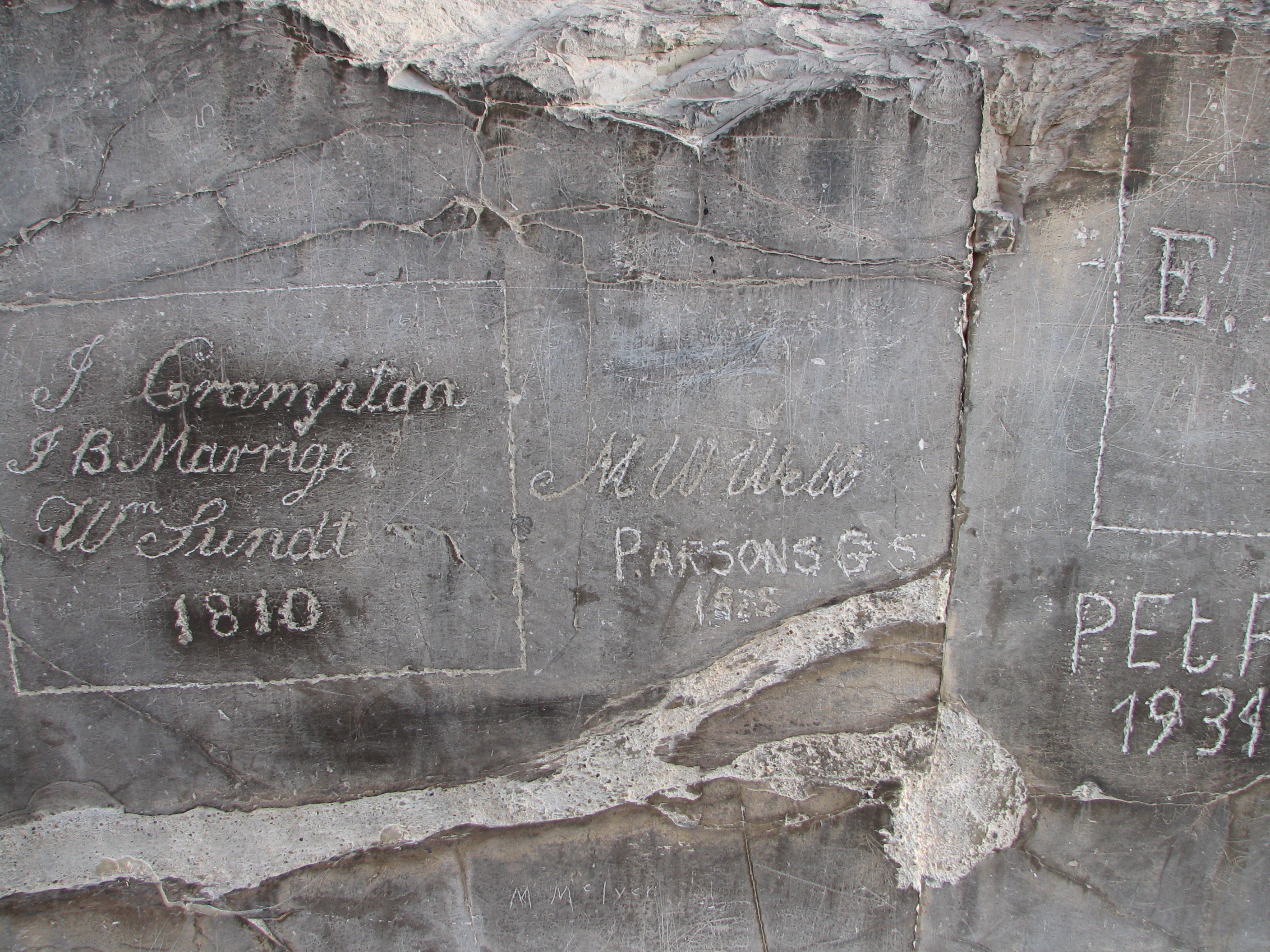
Graffiti en inglés realizado por visitantes extranjeros

### Reconstrucción virtual
El arqueólogo, egiptólogo e historiador francés Charles Chipiez (1835–1901) ha creado algunos de los más avanzados dibujos virtuales de cómo habría sido Persépolis como metrópolis del Imperio Persa. La siguiente mini galería muestra sus recreaciones virtuales.
La primera imagen a la izquierda es una vista de la "Talar-i-Takht" o la sala de 100 columnas de Persépolis. Cabe notar sobre la parte izquierda de la imagen, el famoso "Lamassu" (hombre quimérico, león, bestia águila) saludando a los visitantes (mirar abajo para ver una foto de un lamassu). Los dibujos de Chipiez delinean su destreza técnica y atención a los detalles. 
La segunda imagen de la izquierda, es un dibujo de Chipiez de las columnas, su capitel, y estructura del techo del palacio de Darío en Persépolis, también conocido como "Tachar." Tenga en cuenta los detalles del toro, así como también el uso de la madera en la construcción del techo. Esto explica por qué el palacio se incendió cuando Alejandro Magno, le prendió fuego.
La tercera foto de la izquierda, es un dibujo técnico más detallado del "Talar-i-Takht" o la sala de 100 columnas. Hay que notar la estratificación del techo, el detalle en los bordes del techo, las estructuras de las ventanas, y el detallado técnico de los polos de construcción.
La última foto, a la derecha, es una vista panorámica del exterior del palace de Darío el Grande en Persépolis. En los detalles de los relieves de Persépolis se representan, como se puede notar, escenas simbólicas de leones atacando toros, acompañados por dos grupos de soldados persas que protegen (simbólicamente en este caso) la infraestructura anterior.

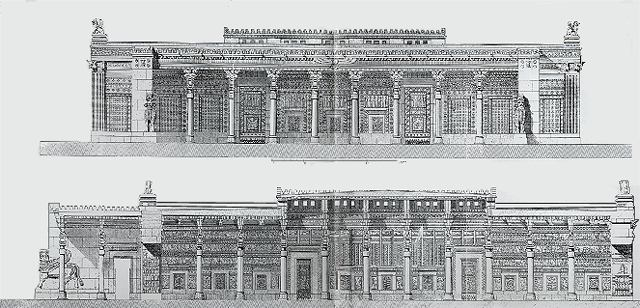
Sala de las 100 columnas ( "Talar-i-Takht")
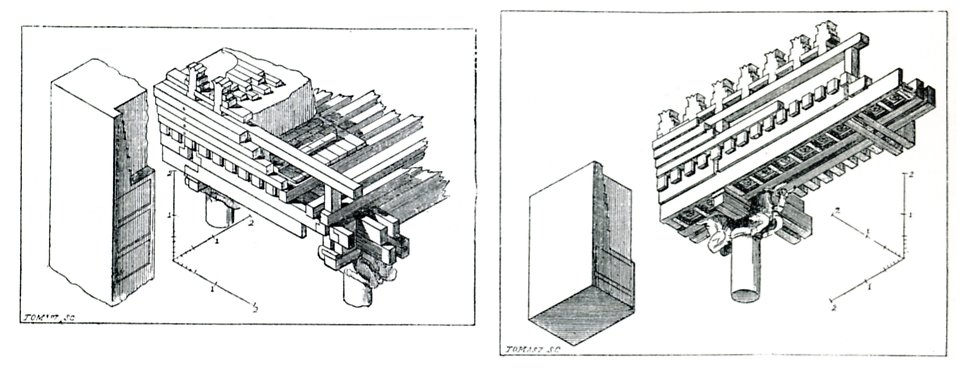
Análisis del capitel de la azotea y de la columna de "tachar" o palacio de Darío
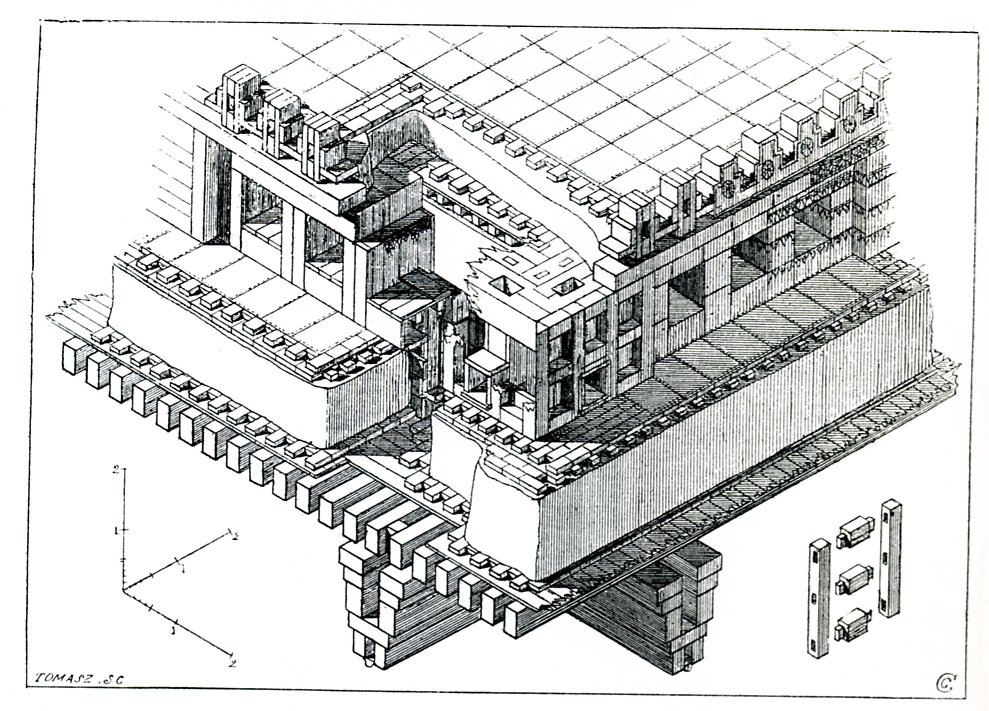
Reconstrucción aérea de la estructura en "Talar-i-Takht" o sala de las 100 columnas
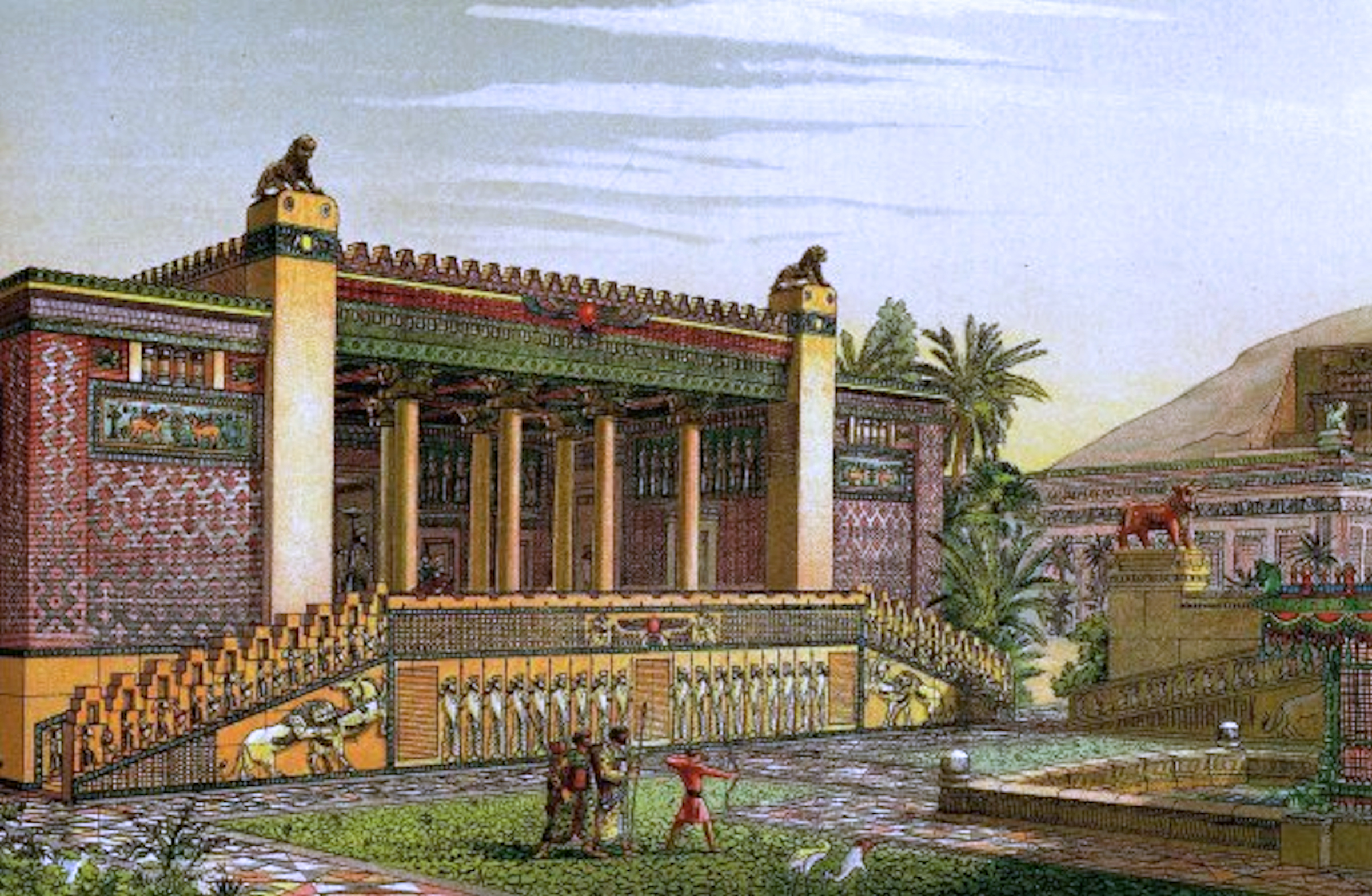
Construcción virtual de la entrada al palacio de Darío el Grande, Persépolis

## Susa

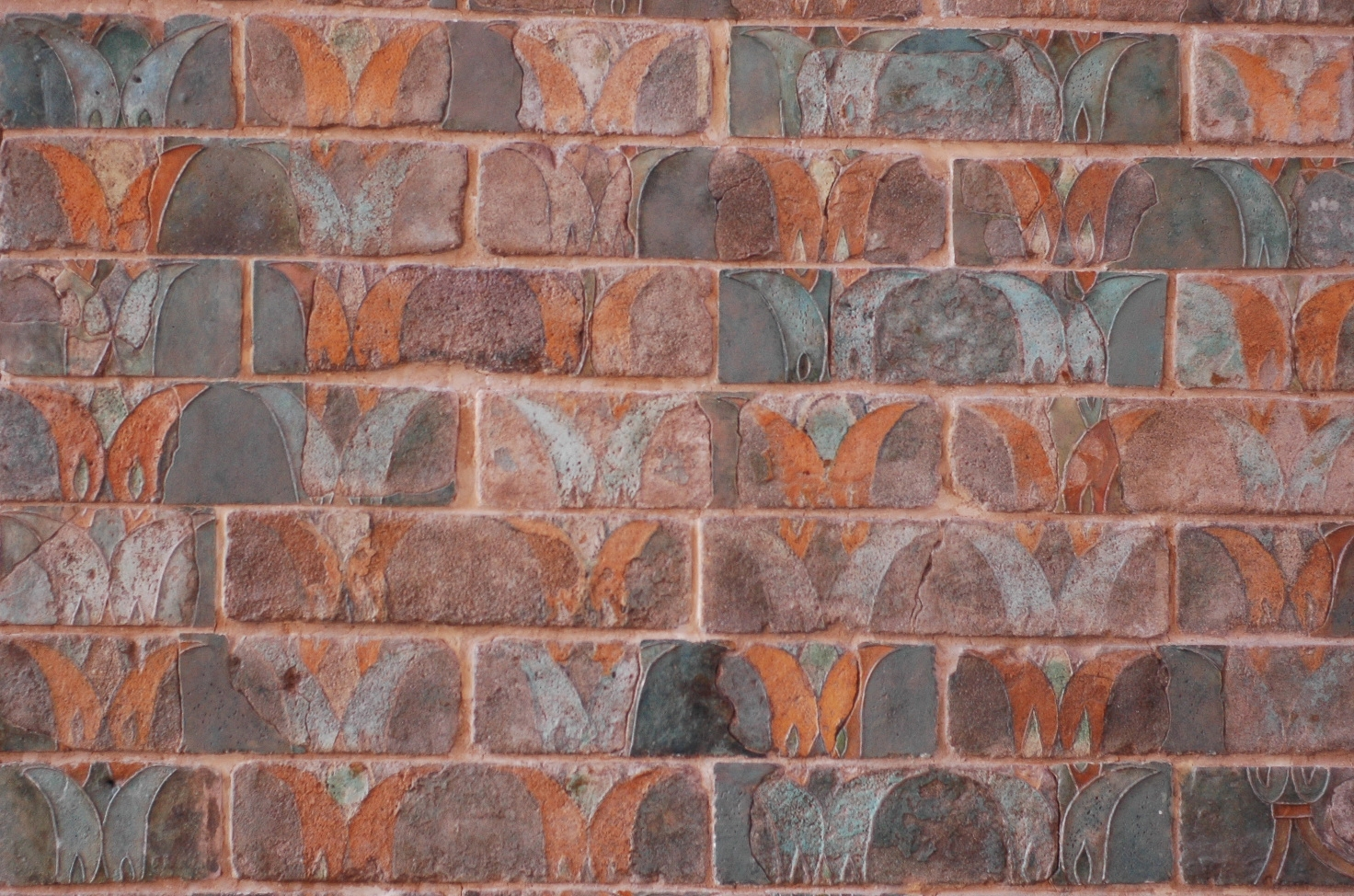
Ladrillos silíceos esmaltados representando palmas dispuestas como flores (ca. 510 aC) del palacio de Darío el Grande, Susa. Téngase en cuenta la viva coloración preservada gracias a la estructura, que quedó protegida de los elementos al ser enterrada. Este artículo está actualmente en exposición en el Louvre, Francia

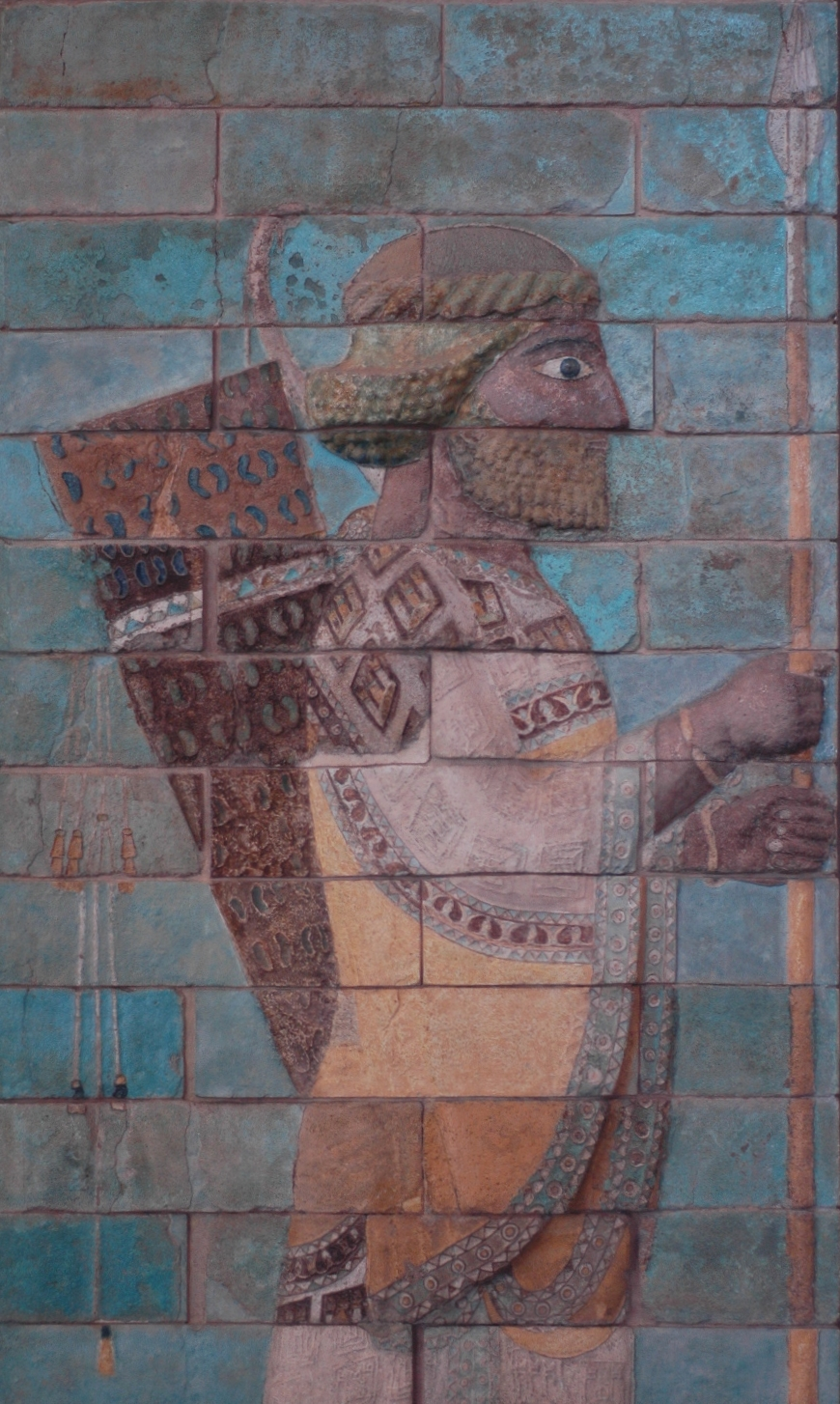
Friso de terracota de la Apadana de Susa, representa a un soldado aqueménida. Nótense los detalles de la ropa, muy intrincados, y la viva coloración de la pieza

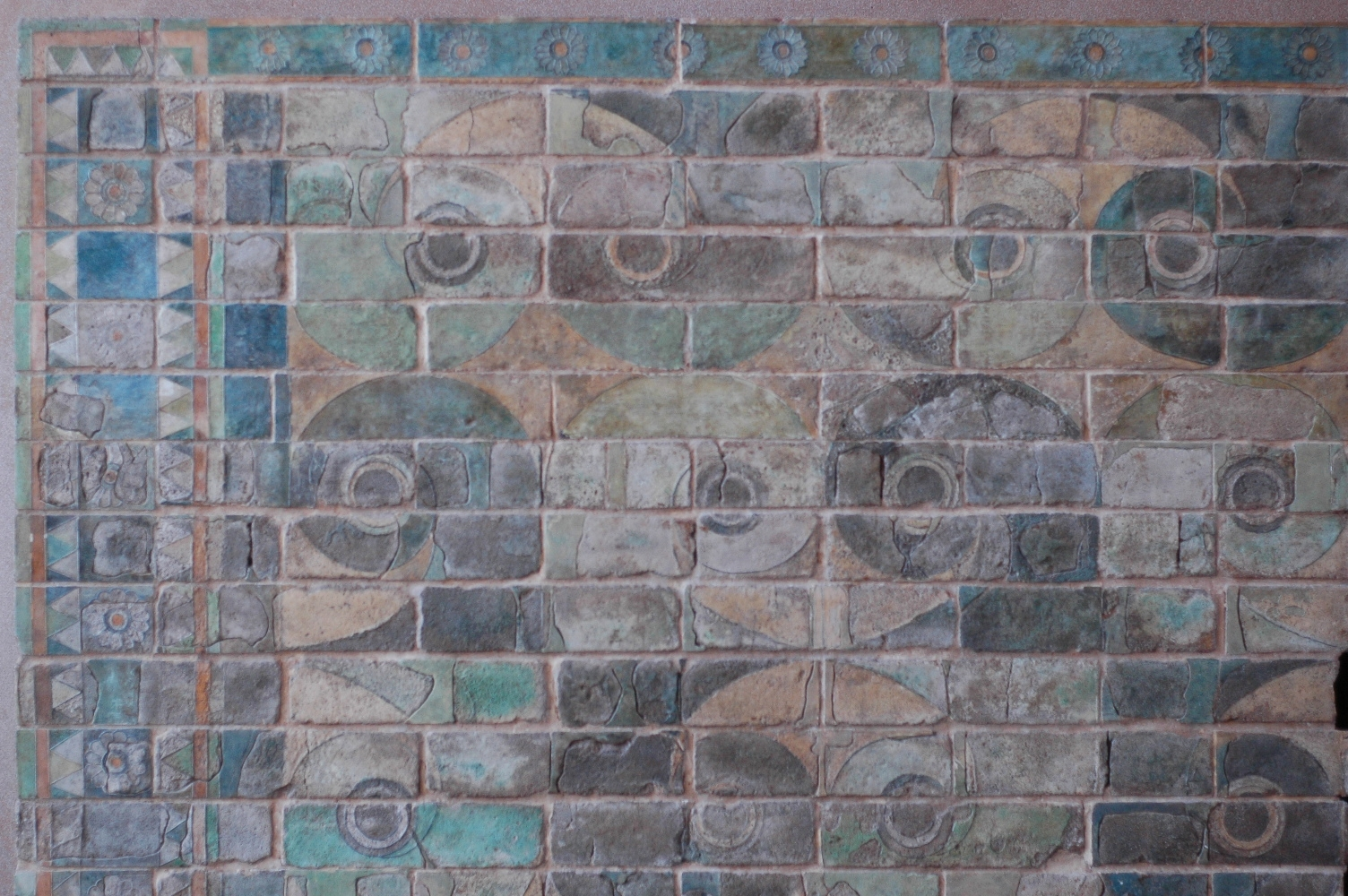
Otro friso de teracota decorativo del palacio de Darío en Susa, representando lo que parecen ser espirales. Obsérvese el color azul y el parecido con el océano.

Susa fue una ciudad antigua (5500 aC) incluso para la época de los aqueménidas. Susa se convirtió en parte del imperio aqueménida en 539 aC, y fue complementada por Darío el Grande con la construcción de Palacio de Darío, y más tarde se convirtió en el palacio de Artajerjes III. El palacio tenía una apadana única, semejante a la de Persépolis, excepto que esta sala era mucho más larga que la de Persépolis, abarcando unos 9.200 metros cuadrados. Ciro el Grande eligió Susa como el sitio de una de sus fortificaciones, creando una pared que era significativamente más alta que las otras hechas por los elamitas. Esto pudo haber facilitado el comercio del Golfo Pérsico hacia el norte. Lo que queda de la estructura de esta, una vez activa capital, son cinco montículos arqueológicos, localizados en la moderna Shush, al suroeste de Irán, dispersos en 250 hectáreas.

### Detalles estructurales
El diseño de Darío para su palacio en Susa era semejante al de Persépolis estructuralmente y estéticamente pero incorporaría un toque local. La estructura albergaba una apadana similar a la de Persépolis. Esta versión de Susa estaba compuesta de tres pórticos en ángulos rectos entre sí, uno de los cuales estaba cerrado en tres de sus lados por las paredes, y abierto solamente en su dirección hacia el sur. El palacio estaba decorado con relieves en terracota esmaltada de leones caminando.
Un complejo entramado de escenas retratando a los arqueros del rey Darío decoraban las paredes, así como motivos de la naturaleza como toros, unicornios, fascia curvándose en volutas, y palmas dispuestas como una flor o campana. Los arqueros en particular representan una simbiosis única de arte persa, griego y jónico de la época probablemente reflejando el origen de los artistas que fueron contratados por Darío, y sus reflexiones personales de la obra terminada. Tal vez el relieve de terracota más llamativo es la del grifo, retratando a una criatura alada parecida a un león con alas de águila (la imagen no se muestra aquí). Los relieves de ladrillos de terracota fueron decorados con llamativas coloraciones a menudo dándoles una calidad realista.

### Historia
Arquitectónicamente, el palacio de Darío en Susa, era el epítome de la arquitectura persa a la altura del crecimiento del imperio. Originalmente construIdo por Darío, y extensamente renovado y modificado por Artajerjes II, estaba destinado a reflejar la misma opulencia y prestigio sue Persépolis. Este fue el intento de Darío el Grande de decorar Susa, su capital de verano, y exaltar su gloria. El arqueólogo francés Marcel-Auguste Dieulafoy descubrió los restos del palacio de Darío, entre las ruinas de Susa, ahora en exposición en el Museo del Louvre, en Francia. También escribió una serie de observaciones arquitectónicas conocidas como "L'Art antique de la Perse" que causó una impresión significativa en la comunidad del arte en cuanto a la complejidad de la arquitectura aqueménida. Aunque Dieulafoy y su esposa Jane, hicieron contribuciones significativas en cuanto a excavación, los restos de Susa fueron notados por varios observadores años antes y de hecho fueron oficialmente descubiertos por William Loftus en 1852.
Susa era una ciudad rica para la época en que Alejandro Magno la invadió, y se ha dicho que requirió de 10.000 camellos y 20.000 burros de carga para llevarse los tesoros. La mayor parte de la riqueza arquitectónica de Susa se encontraba en sus palacios, y estructuras ceremoniales, de lo cual, la mayoría ha sido erosionado por el tiempo y desgaste. Hoy en día los restos más importantes de la contribución aqueménida a la arquitectura de la antigua Susa se encuentran en los restos del palacio de Darío el Grande en el sitio original de excavación o en museos extranjeros como "artefactos persas". Hoy en día los restos arqueológicos de la estructura permanecen expuestos a los elementos, desgaste y actividad humana, y parece ser que los restos de Susa se perderán para la humanidad, excepto quizá algunas pocas piezas seleccionadas que están en exposición en diversos museos del mundo. 
Abajo se presentan unas cuantas fotos del palacio de Darío. La foto en el extremo izquierdo representa el famoso relieve del Arquero del palacio de Darío en Susa. La segunda foto de la derecha , es un "lamassu" a dos dimensiones, es una criatura mítica con alas de águila, cabeza de hombre y cuerpo de león. La imagen en el centro, es de la base de una columna del palacio de Darío en Susa, escrito en su borde, en tres idiomas (babilonio, elamita, y persa antiguo) que Darío, es el "gran rey de reyes."

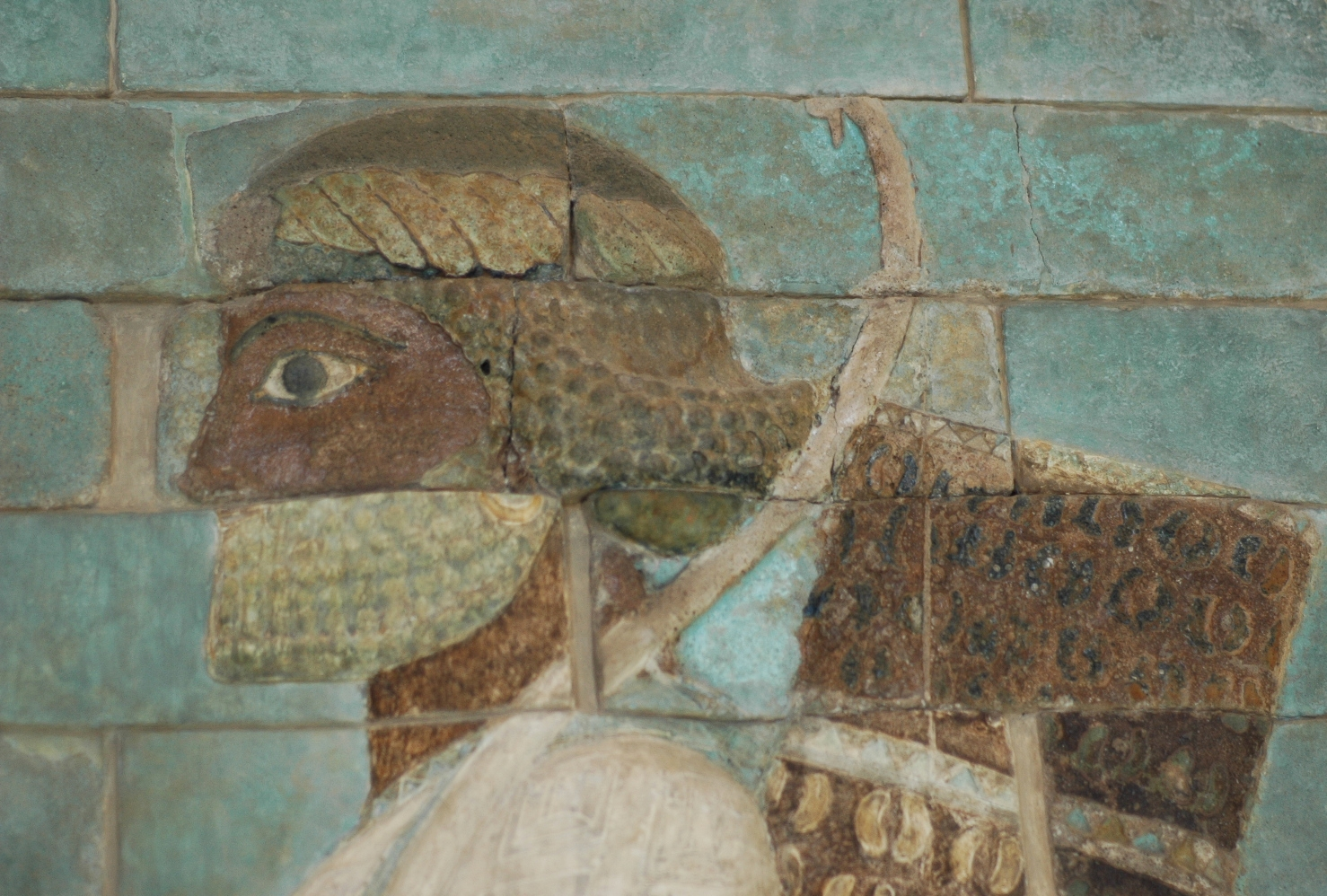
Relieve del Arquero del palacio de Darío el grande en Susa. Ahora en exhibición en el Louvre en Francia
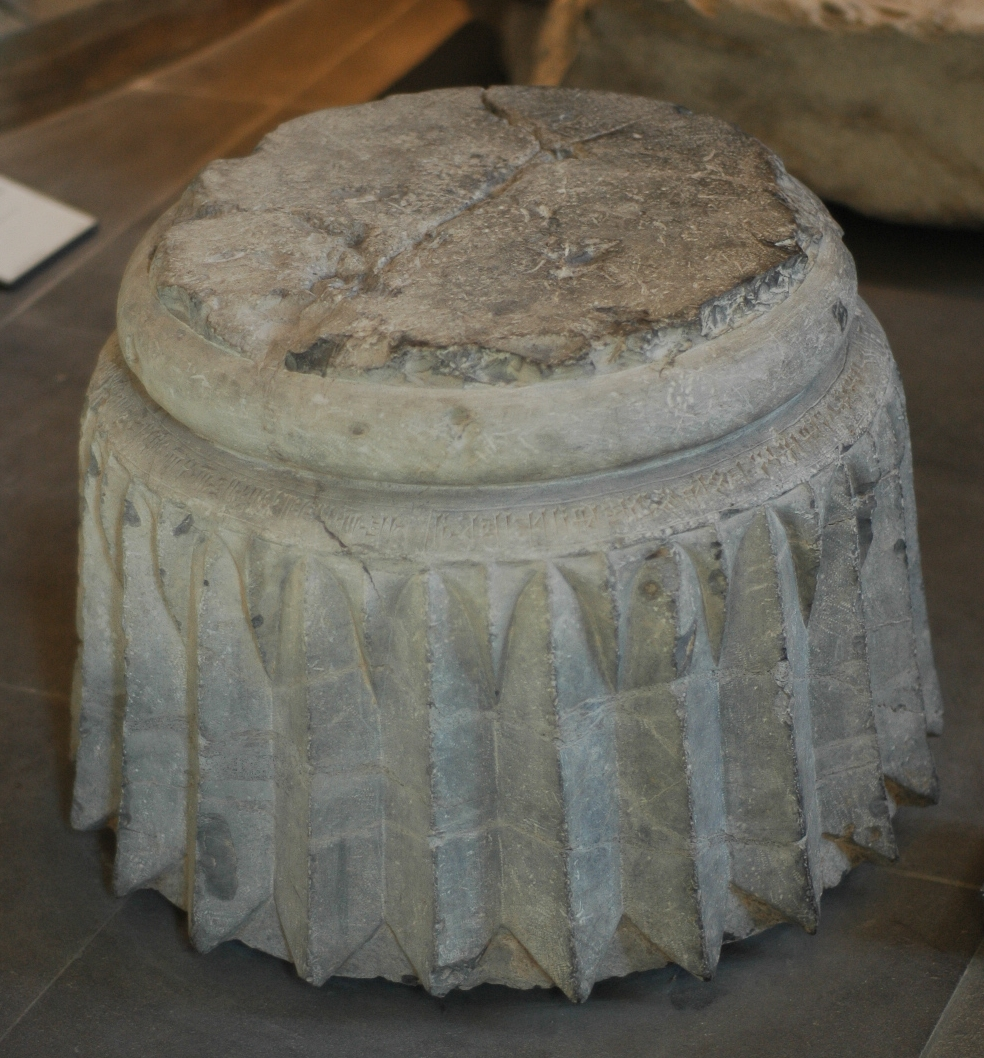
Base en forma de campana de una columna del palacio de Darío en Susa con una inscripción trilingüe: "Yo, Darío, el gran rey de reyes"
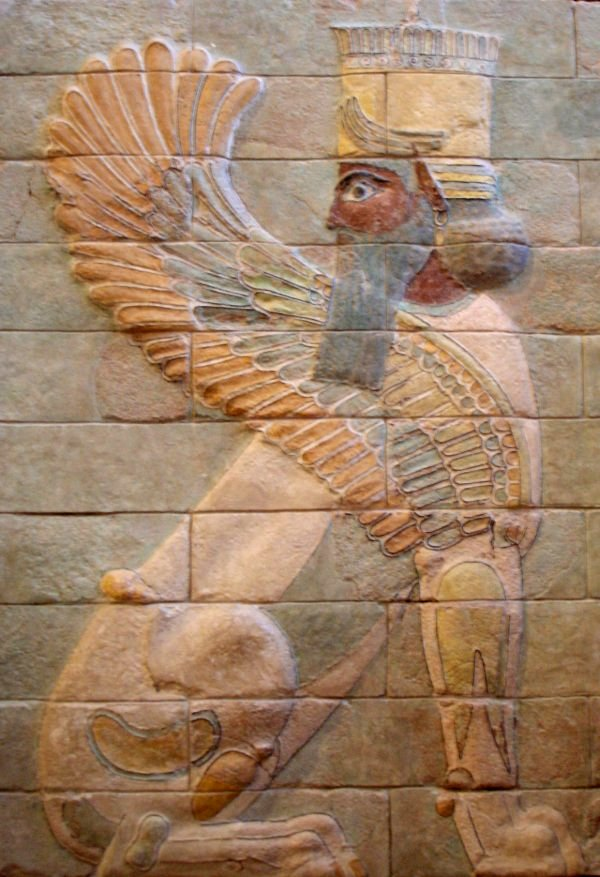
Criatura con cabeza de hombre, cuerpo de león y alas de águila, "lamassu," del palacio de Darío el grande, Susa
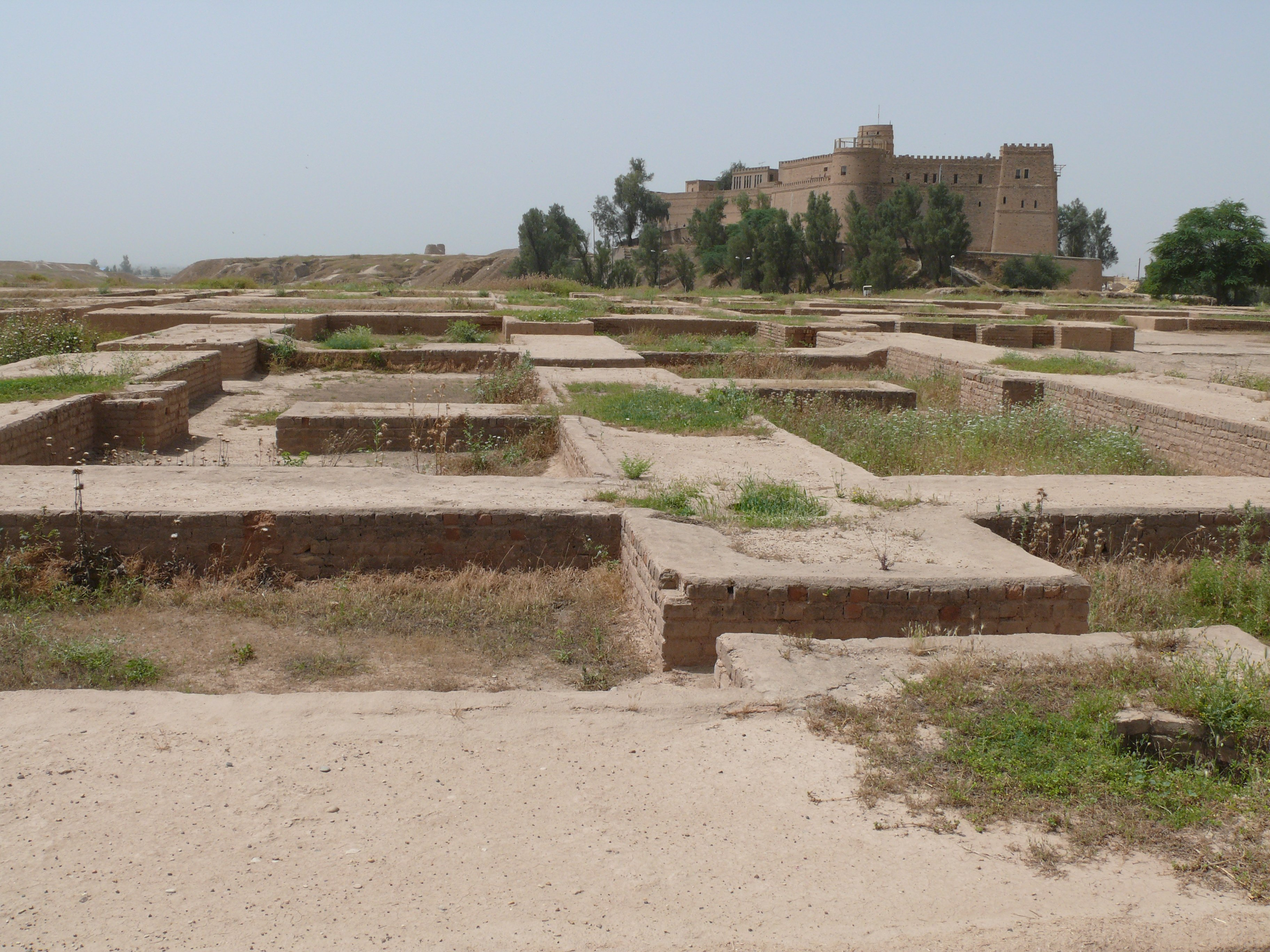
Remanente del Apadana en Susa construido por Darío I. Sólo quedan los cimientos, pero hubo una vez una gran sala de columnas localizada en esta estructura.

## Naqsh-e Rustam

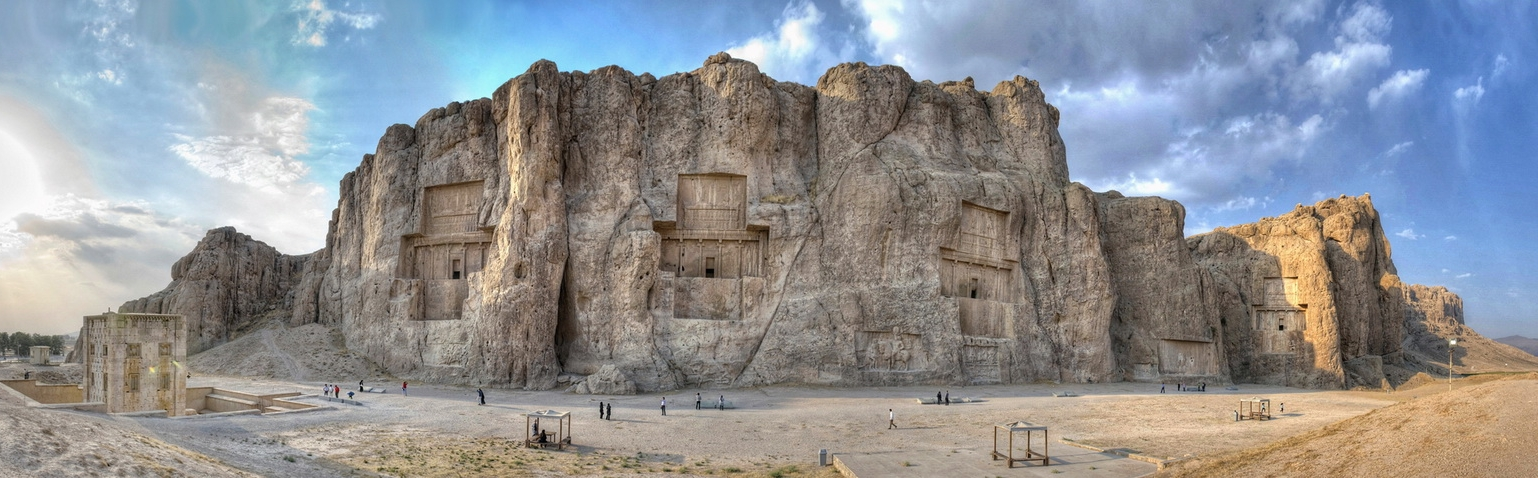
Panorama del complejo de montañas Naqsh-e Rustam

Naqsh-e Rustam es un sitio arqueológico localizado en Bishapur, cerca de 6 kilómetros al noroeste de Persépolis. Nash-e Rustam actúa como una necrópolis para los reyes aqueménidas. Naqsh-e Rustam no es el nombre real de esta estructura masiva, sino que es una composición de palabras del persa moderno, compuesto de "Naqsh" que significa "cara", o "fachada", y "Rostam" hace referencia al héroe de la épica Persa Shahnameh. Los elamitas, aqueménidos, y los sasánidas vivieron siglos antes de la creación del borrador del Shahnameh por el poeta persa Ferdousí, y por lo tanto el nombre es poco apropiado, es resultado de la gran amnesia de los persas sobre su pasado antiguo, que se asentó sobre ellos después de haber sido conquistado por los árabes.
Por lo tanto el nombre es una creación retrospectiva, debido a la falta de documentos históricos y la falta de conocimiento inclusivo sobre su origen. En la antigua Persia, en esta estructura podía observarse la ahora extinta ciudad de Istakhr a la cual se podía acceder con facilidad desde Persépolis. Istakhr tenía un papel religioso ya que era el lugar en donde los aqueménidas reverenciaban a la diosa del agua Anahita. La estructura está tallada en la piedra de la montaña y alberga las sepulturas de Darío I, Jerjes I, Artajerjes I, y Darío II, todos monarcas aqueménidos de Persia. También hay una tumba incompleta, ya que su brazo cruciforme inferior está tallado en la roca, mientras que el resto está inconcluso. Se especula que pertenecía al rey Darío III.
Los reyes fueron enterrados detrás de estructuras de piedra tallada, que asemejaban a una descripción exacta del propio palacio del rey y sus detalles estructurales. La precisión de la fachada y su asociación con la verdadera estructura de los palacios de los reyes es tan cercana que casi producen una vista de cómo lucían las estructuras antes de que el tiempo las redujera a ruinas; La tumba de Darío el Grande, por ejemplo asemeja a su palacio en Persépolis, el "Tachar" incluso en escala y dimensiones.
Las tumbas están talladas en el costado de la montaña, en forma de una cruz: chalipa (persa antiguo), incrustado en la piedra de la montaña y elevado del suelo. El relieve que se encuentra incrustado es el que representa el respectivo palacio del rey, y también representa su techo, la figura en el relieve, del rey orando , a Ahuramazda o a lo que muchos piensan es una referencia al icono zoroastriano Faravahar.
Una de las características más enigmáticas del complejo, es una estructura cúbica de piedra de 12.5 metros de altura, y alrededor de 7 metros de ancho, llamado el "Ka'ba-i-Zartosht" traducido como el "Cubo de Zoroastro" se cree que fue construido durante la era aqueménida y modificado durante la era sasánida. La estructura tiene una base cúbica, con impresiones a un lado asemejando ventanas, y una escalera en ruinas que conduce a una pequeña puerta en la parte delantera que lleva a un interior completamente vacío. Hay muchas especulaciones sobre su función, explicadas más abajo.
La estructura también albergó un relieve elamita que fue casi completamente reemplazado por relieves sasánidas. Hoy solo queda una figura de un hombre representando a la contriibución elamita a la montaña. Más tarde los sasánidas, también crearon su propia firma histórica sobre la estructura, llamada el Naqsh-e Rajab. A pesar de ser numerosa y muy detallada, el estudio de los logros de la arquitectura sasánida arroja luz sobre algunos de los logros arquitectónicos durante el segundo reino del imperio Persa. 

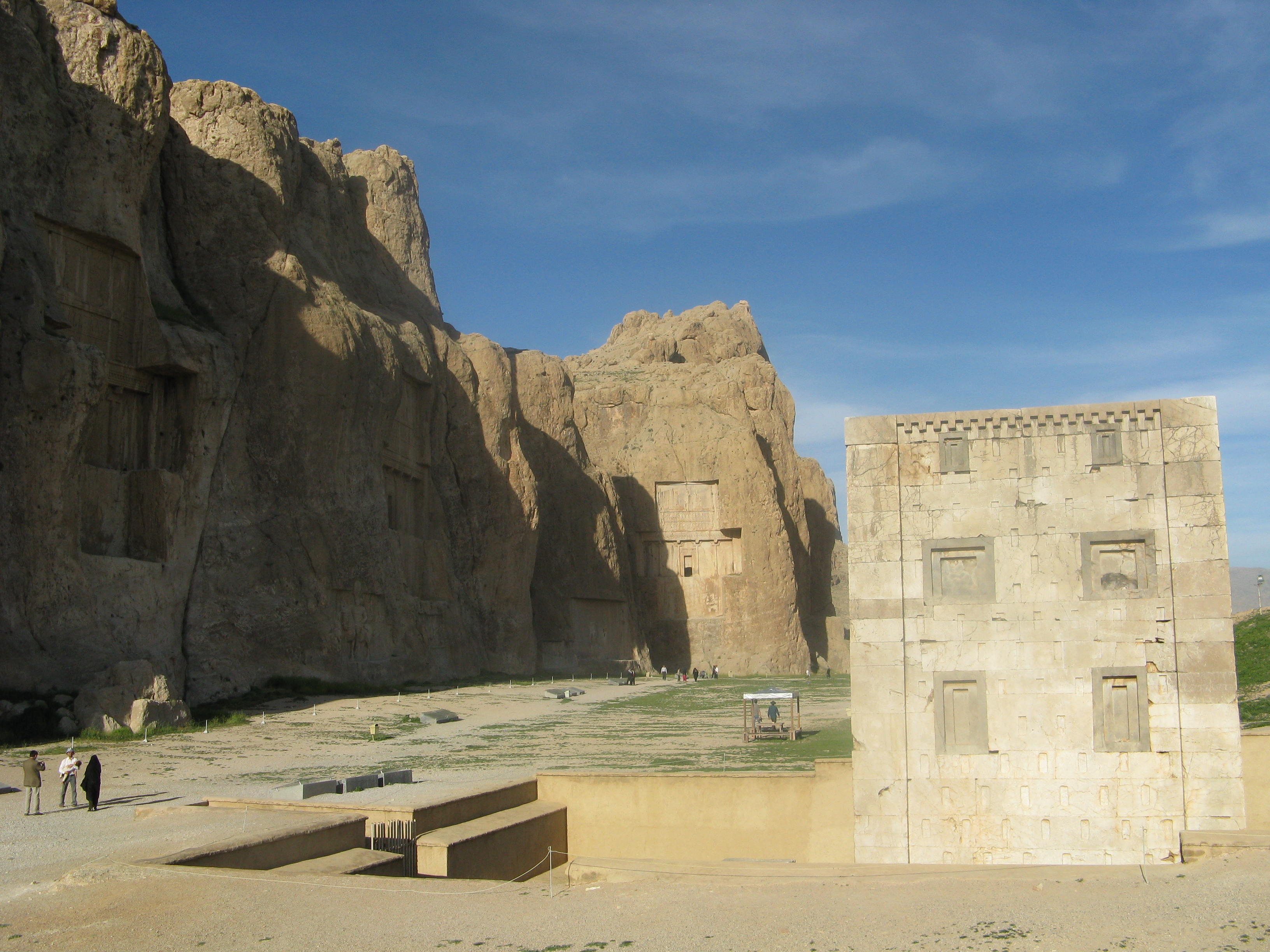
Vista del complejo incluyendo el "Cubo de Zoroastro" en dirección nordeste. Tenga en cuenta la profundidad de los cruciformes
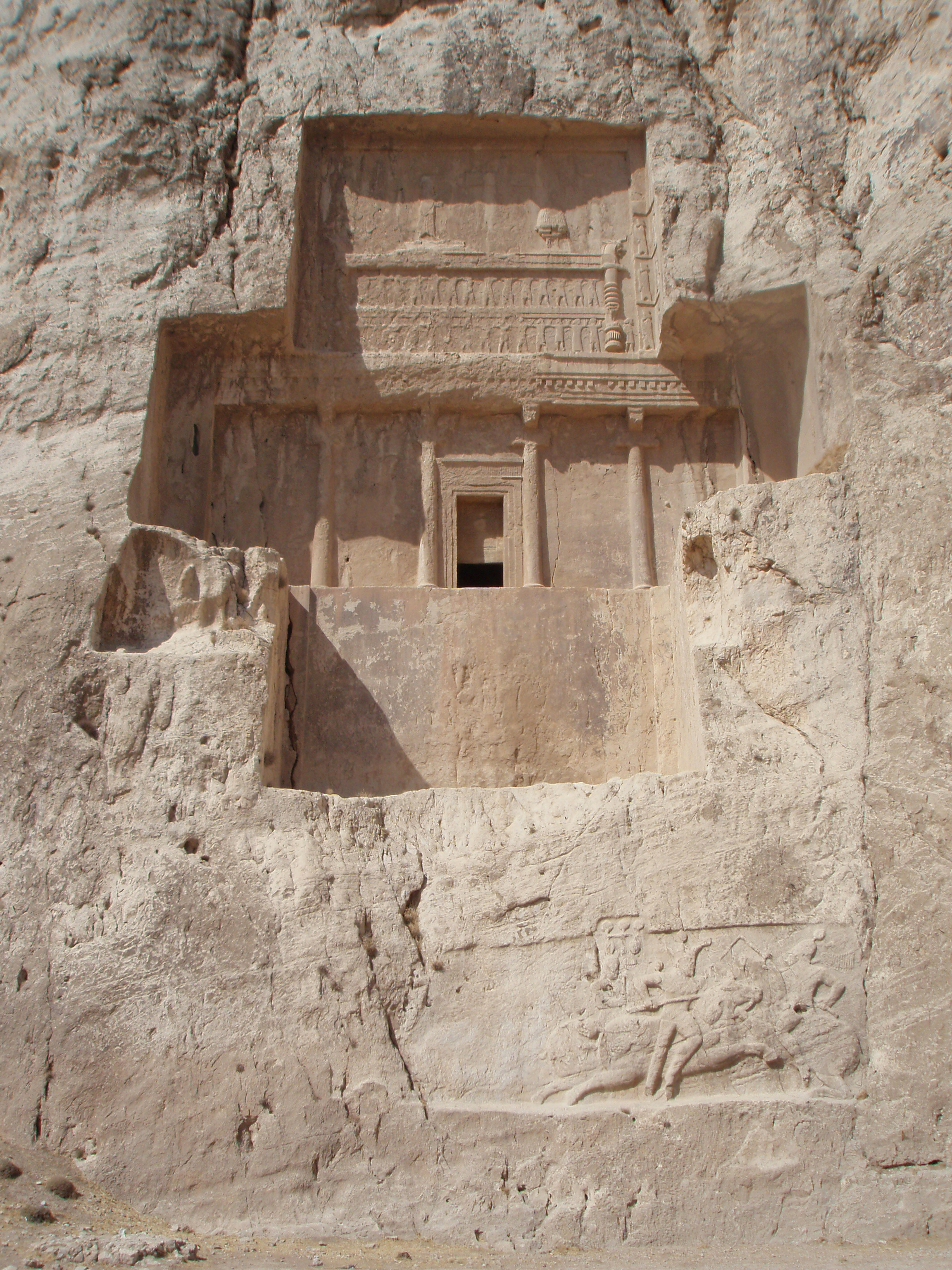
Tumba de Darío el Grande. Tenga en cuenta el relieve de Bahram II del imperio sasánida en la base
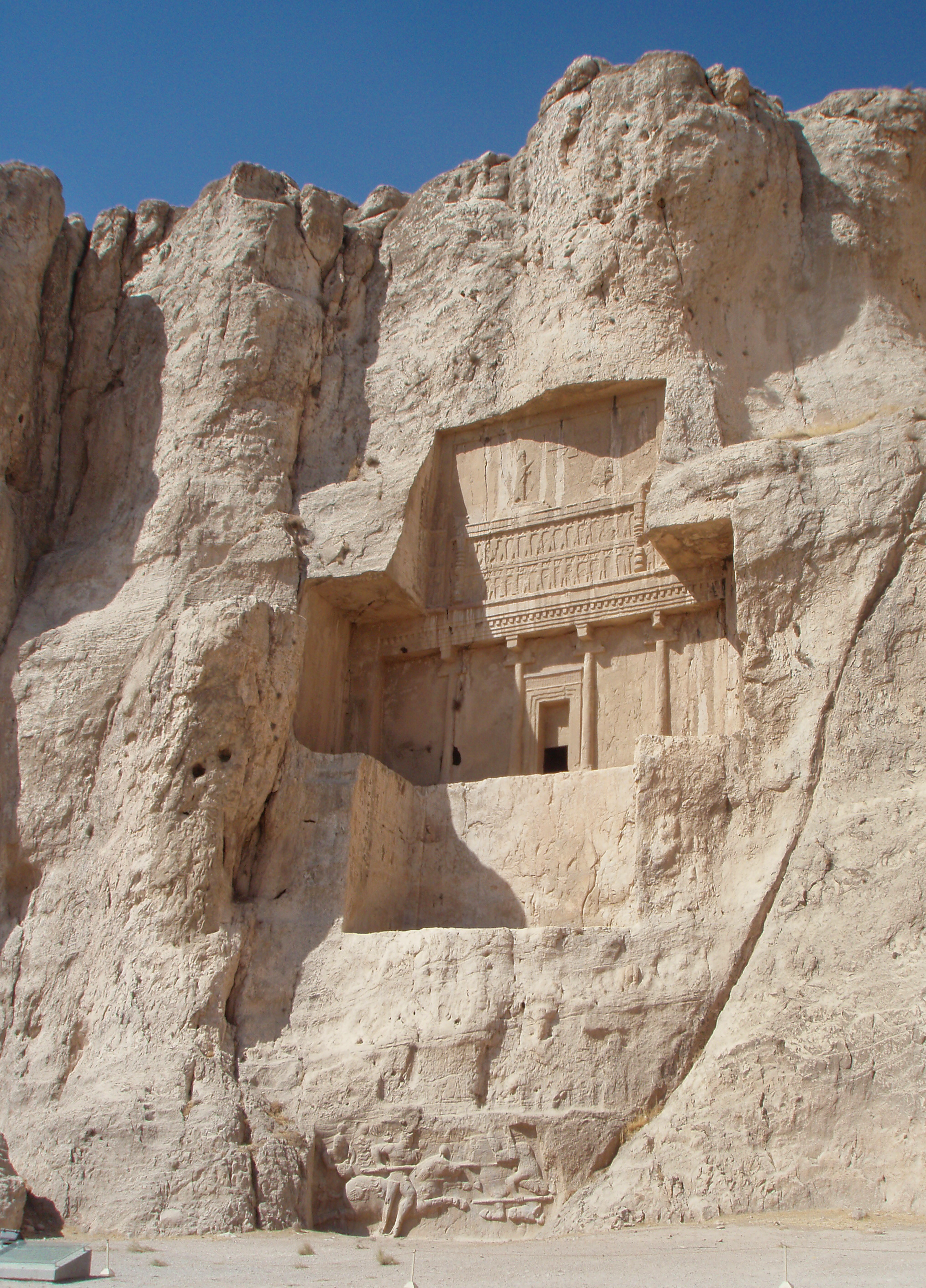
Tumba de Artajerjes I. Tenga en cuenta el relieve de Ormuz II del imperio sasánida en la base

### Ka'ba-i-Zartosht

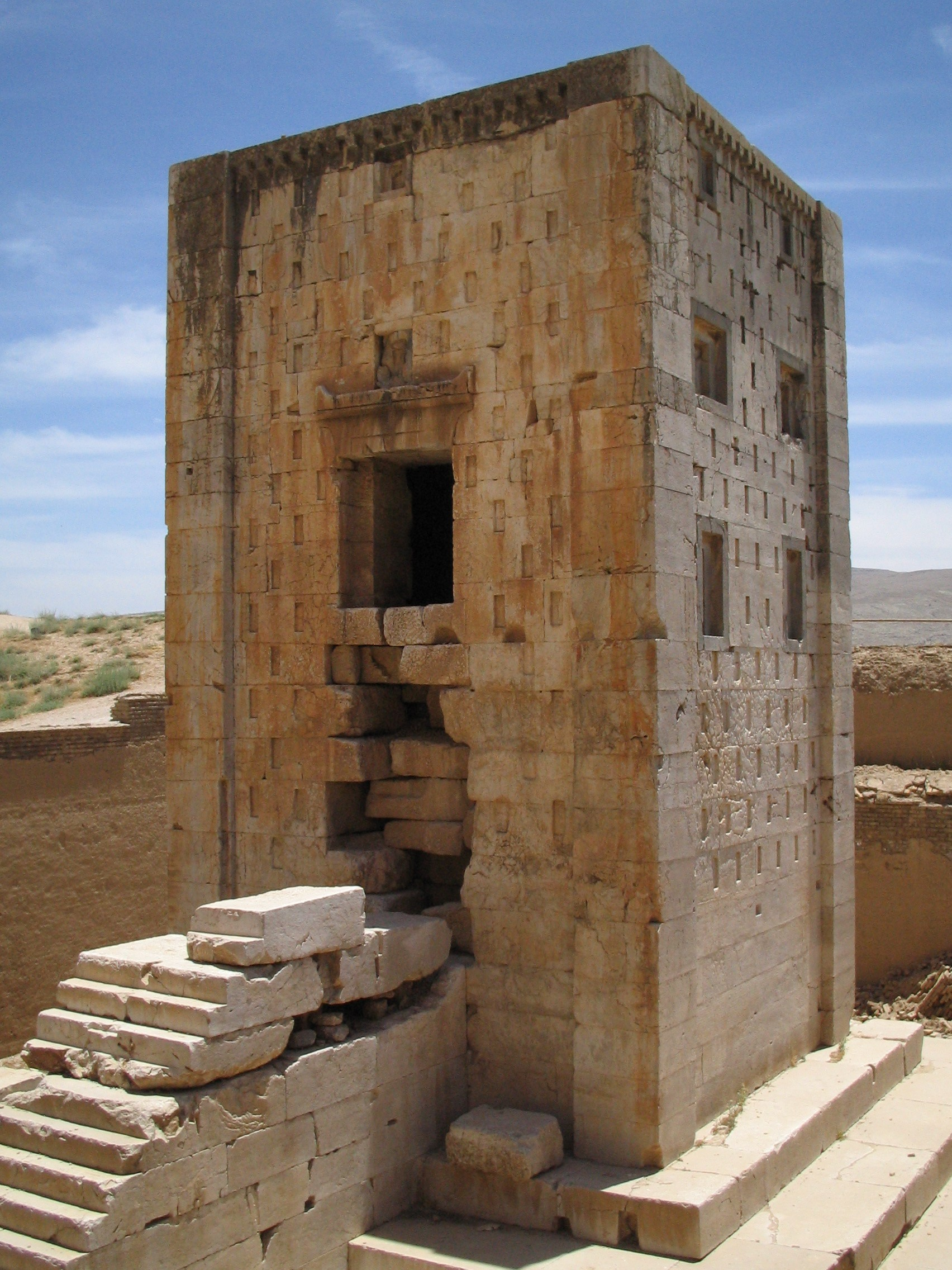
Vista de cerca del Ka'ba-i-Zartosht ("Cubo de Zoroastro") mostrando las escaleras, la estrecha apertura, y las ventanas ciegas. Notar su ubicación en una depresión, así como las marcas rectangulares únicas en la fachada

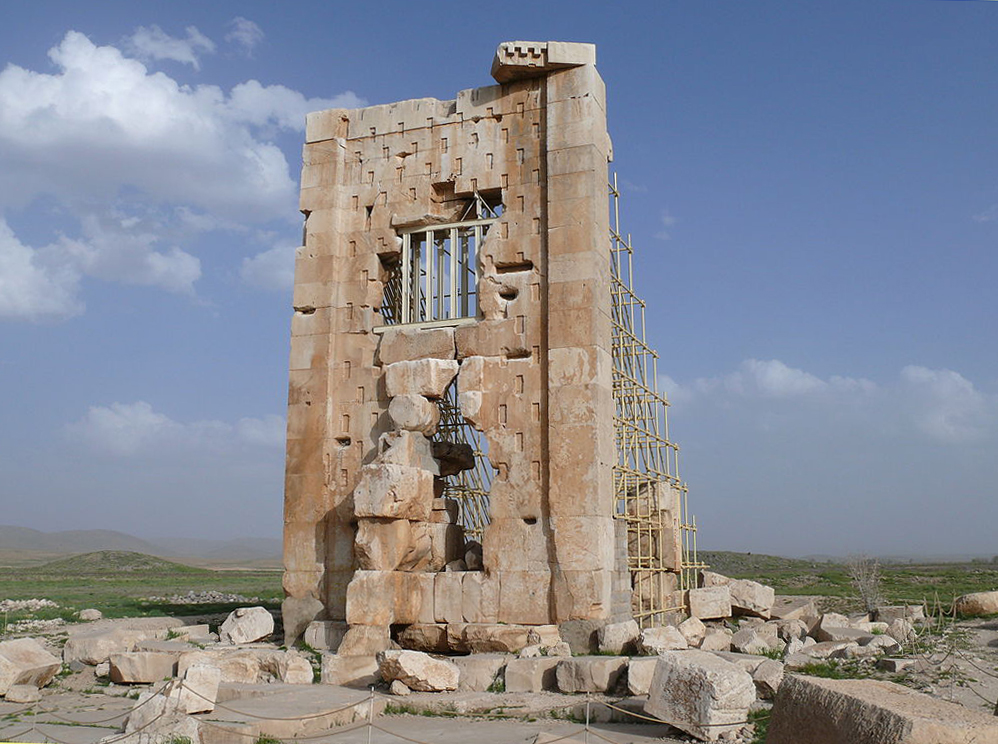
"Zendan-i-Soleiman" o Prisión de Solomón en Pasargada. Tenga en cuenta el increíble parecido entre esta estructura y el "Cubo de Zoroastro" (mostrado a la izquierda) hasta los detalles de la fachada

Esta enigmática estructura mide alrededor de 12.5 metros de altura (~ 35 pies), con una forma linear y cúbica, y una base cuadrada (~ 22 pies de los lados), construida en lo que es esencialmente una depresión cavada rectangular, teniendo en todos sus lados, menos uno, cuatro depresiones rectangulares asemejando ventanas ciegas así como múltiples depresiones rectangulares en la fachada dispersas en las ventanas , así como en la escalera. La escalera conduce a una puerta pequeña (5 pies por 6 pies en dimensiones) que lleva a un apartmento interior de 12 pies cuadrados. El techo de la estructura cuenta con entablamento mínimo de un patrón cuadrado. Toda la estructura se posiciona en una plataforma elevada de piedra que está compuesta de unas cuantas losas de piedra, en una pequeña sucesión de forma piramidal. Esta estructura es enigmática, tanto en su elección estética que se puede ver en su extraño diseño, y fachada, así como en su ubicación, y supuesta función. 
Desde una perspectiva, su proximidad a las tumbas de los reyes, y su diseño simple, se piensa por algunos estudiosos que indica que el cubo era un templo zoroastriano, y que el Naqsh-e Rustam era más que un templo para el duelo de los reyes difuntos, más bien un gran centro festivo en donde las multitudes se reunían en los días festivos a observar al rey orar a Ahuramazda, y tomar el sol en la magnitud de la estructura mientras rezaba a Ahuramazda. Esto sin duda sería lógico, pues las ciudad también estaba junto al Istakhr, un importante centro religioso y cultural. El concepto del templo siendo usado como un santuario de fuego, es poco probable porque no hay ventilación para el humo y el gas, y también difiere drásticamente, arquitectónicamente y estéticamente de otros, bien conocidos templos contemporáneos de la provincia de Fars.
Curiosamente, aunque el diseño único, no es el único de su tipo. Ubicado cerca del Cubo de Zoroastro, existe en Pasargada, incluso en la actualidad, restos de una estructura muy similar en su forma cuadrada y diseño al Cubo de Zoroastro, llamada "Zendan-i-Suleiman." El nombre "Zendan-i-Suleiman," es una palabra compuesta de las palabras, "Zendan" que es la forma persa de "prisión", y "Suleiman" que es el nombre en un dialecto persa local del rey Salomón, que se traduce como " Prisión de Salomón." Estructuralmente tanto la "Prisión de Salomón" y el "Cubo de Zoroastro" tienen la misma forma cúbica, e incluso son similares entre sí en detalles como la fachada y dimensiones. El nombre "Prisión de Salomón" es por supuesto, un error ya que Salomón nunca erigió esta estructura. El término debió de haber surgido como resultado de una táctica persa asesorada por persas locales, para proteger la tumba de Ciro el Grande, y las estructura de alrededor incluido este templo, de la destrucción de los árabes invasores, llamando al mausoleo, la "tumba de la madre de Salomón" y al templo en Pasargada, la "Prisión de Salomón".
Al igual que el "Cubo de Zoroastro", la función de la tumba de Salomón no es bien entendida. Hay teorías sobre las estructuras siendo utilizadas como depósitos de objetos de importancia dinástica o religiosa, así como las teorías de ser un templo de fuego. También hay que señalar, que las estructuras como existen hoy en día, no son únicamente trabajo de los arquitectos aqueménidas pues fueron modificadas y mejoradas por los sasánidas, quienes también las usaban para sus necesidades festivas y políticas. 

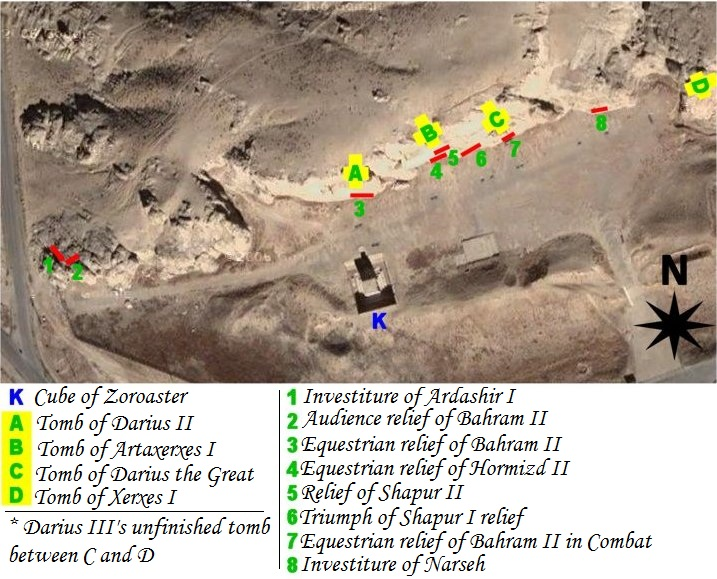
Vista aérea del sitio. "K" indica el "Cubo de Zoroastro." Las letras (A,B,C,D) indican las tumbas de Darío II, Artajerjes I, Darío I, y Jerjes I respectivamente. Los números son relieves sasánidas
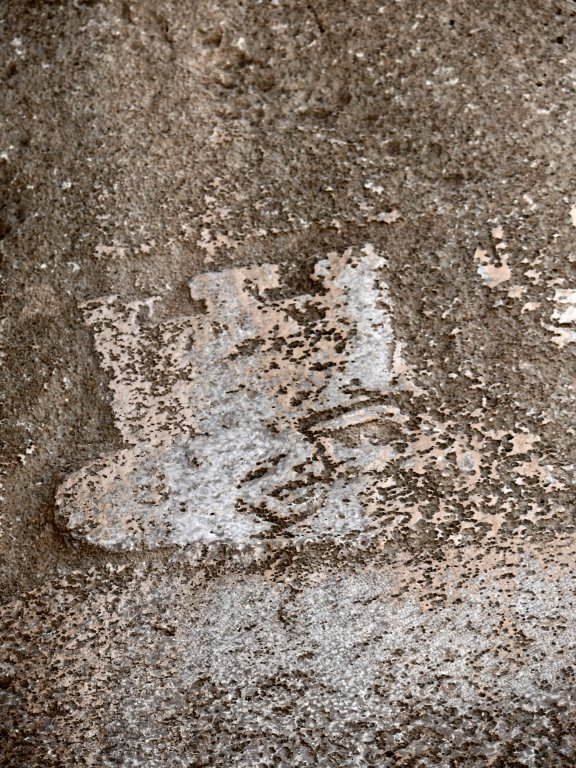
Cabeza y corona de elamita en relieve débilmente dibujado en Naqsh-e Rustam. Los locales debieron asumir que las figuras elamitas eran las del épico héroe persa Rostam
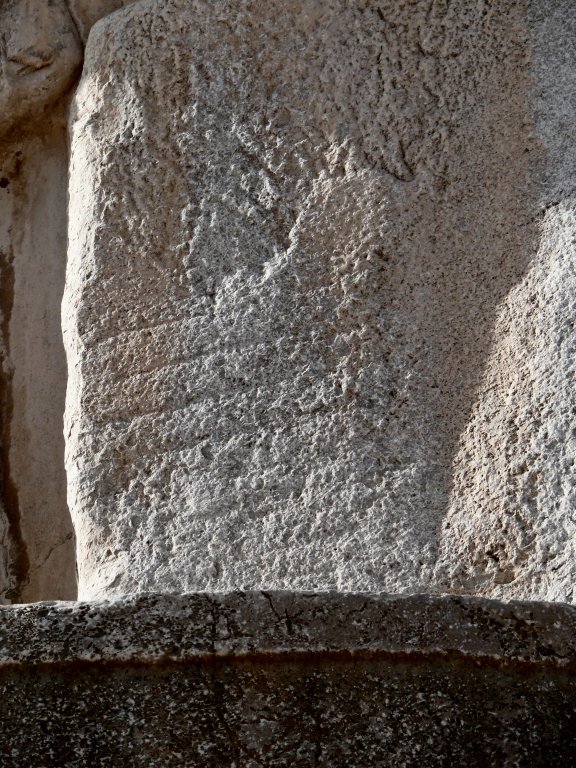
Débiles y casi irreconocibles restos de lo que parece ser el trono de un rey elamita. El imperio sasánida eliminó los restos elamitas.

## Guardián de las cuatro alas

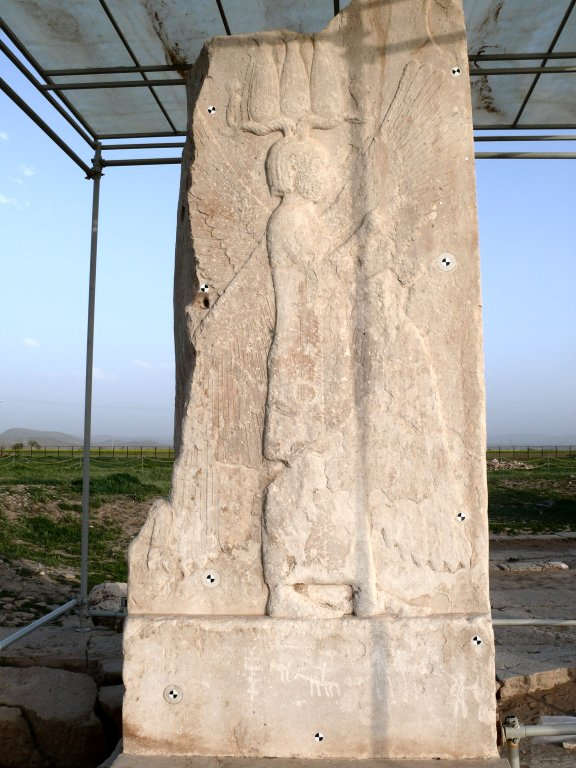
La figura del guardián de las cuatro alas de Ciro el Grande, con cuatro alas, corona de dos cuernos, y ropa elamita de la realeza

Tal vez una de las obras arquitectónicas y artísticas que quedan más memorables, es el bajorrelieve de Ciro el Grande en Pasargada. Este bajorrelieve fue cortado sobre una losa de piedra y representa a una figura de un guardián, que muy probablemente represente a Ciro mismo, posee cuatro alas mostradas en estilo asirio, vestido con ropa tradicional elamita, asumiendo una pose y figura de un antiguo dios egipcio, y lleva una corona de dos cuernos, en lo que asemeja un Ovis longipes palaeoaegyptiacus, una especie de borrego salvaje de la antigüedad. La estructura originalmente tenía una losa de piedra superior que en tres lenguajes diferentes, (Persa antiguo, Elamita, Acadio) declaraba, "Yo, (soy) Ciro el rey, un aqueménida." Esta escritura tallada estaba en su lugar original cuando Robert Ker Porter describió la pieza en 1818 pero, en algún punto se perdió.
David Stronach sugirió que originalmente había cuatro figuras de estas, colocadas contra las puertas del palacio de Ciro en Pasargada. Que este bajo relieve tenía un estilo ecléctico con elementos del antiguo Egipto, del imperio elamita, y de Asiria, reflejan "..' la actitud ecuménica de los reyes aqueménidas, quienes desde los tiempos de Ciro en adelante, adoptaron una política liberal de tolerancia y conciliación hacia las diversas religiones dentro de su imperio '..." Por lo tanto, describe la naturaleza ecléctica de la vida aqueménida de las políticas de los reyes a la elección de arquitectura.
Heródoto, relata que Ciro vio en sueños al hijo mayor de Histaspes, Darío el Grande con cuatro alas sobre sus hombros, cubriendo con la sombra de un ala a Asia, y con la otra ala a Europa. El notable iranólogo, Ilya Gershevitch explica esta afirmación de Heródoto y su conexión con la figura de cuatro alas, de la siguiente manera:

Heródoto, como presumo, pudo haber sabido de la estrecha conexión, entre este tipo de figura alada, y la imagen de la majestad de Irán, que asoció con el sueño que pronosticaba la muerte del rey, antes de su última y fatal campaña a través de Oxus.

Esta escultura en relieve, en cierto sentido representa la inclusión ecléctica de diversas formas de arte de los aqueménidas, sin embargo, su capacidad de crear una nueva forma sintética que es únicamente persa en el estilo, y depende en gran medida de las contribuciones de sus estados súbditos. Después de todo, eso es lo que distingue a la arquitectura aqueménida de la de otros reinos. Es su originalidad en el contexto de la fusión e inclusión de estilos existentes de tal manera que se crearon estructuras impresionantes. 

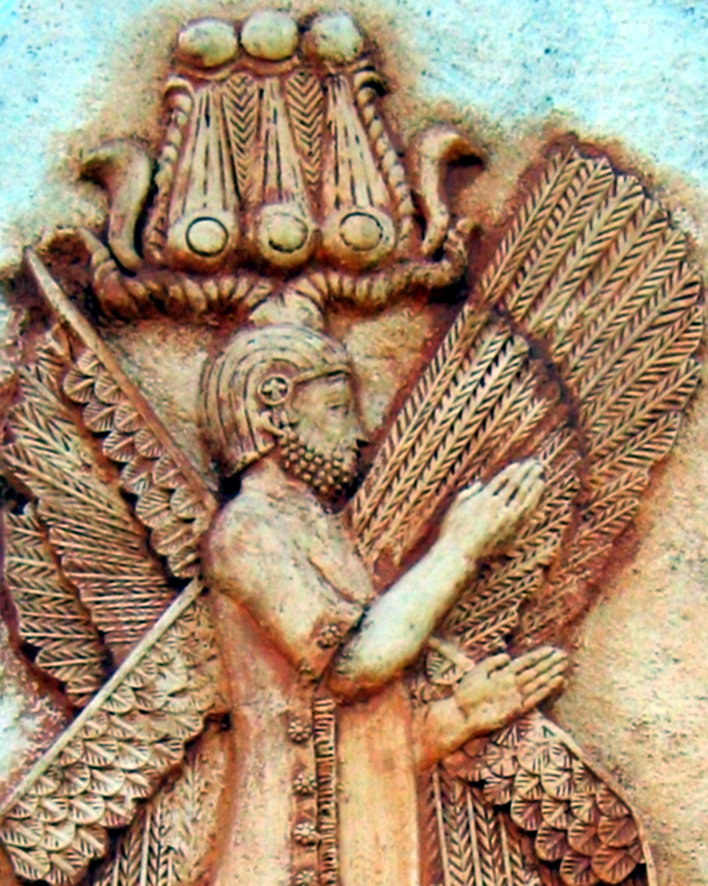
Recreación de los detalles de la figura de cuatro alas en el Parque Olímpico de Sídney. Tenga en cuenta los detalles de la corona de dos cuernos
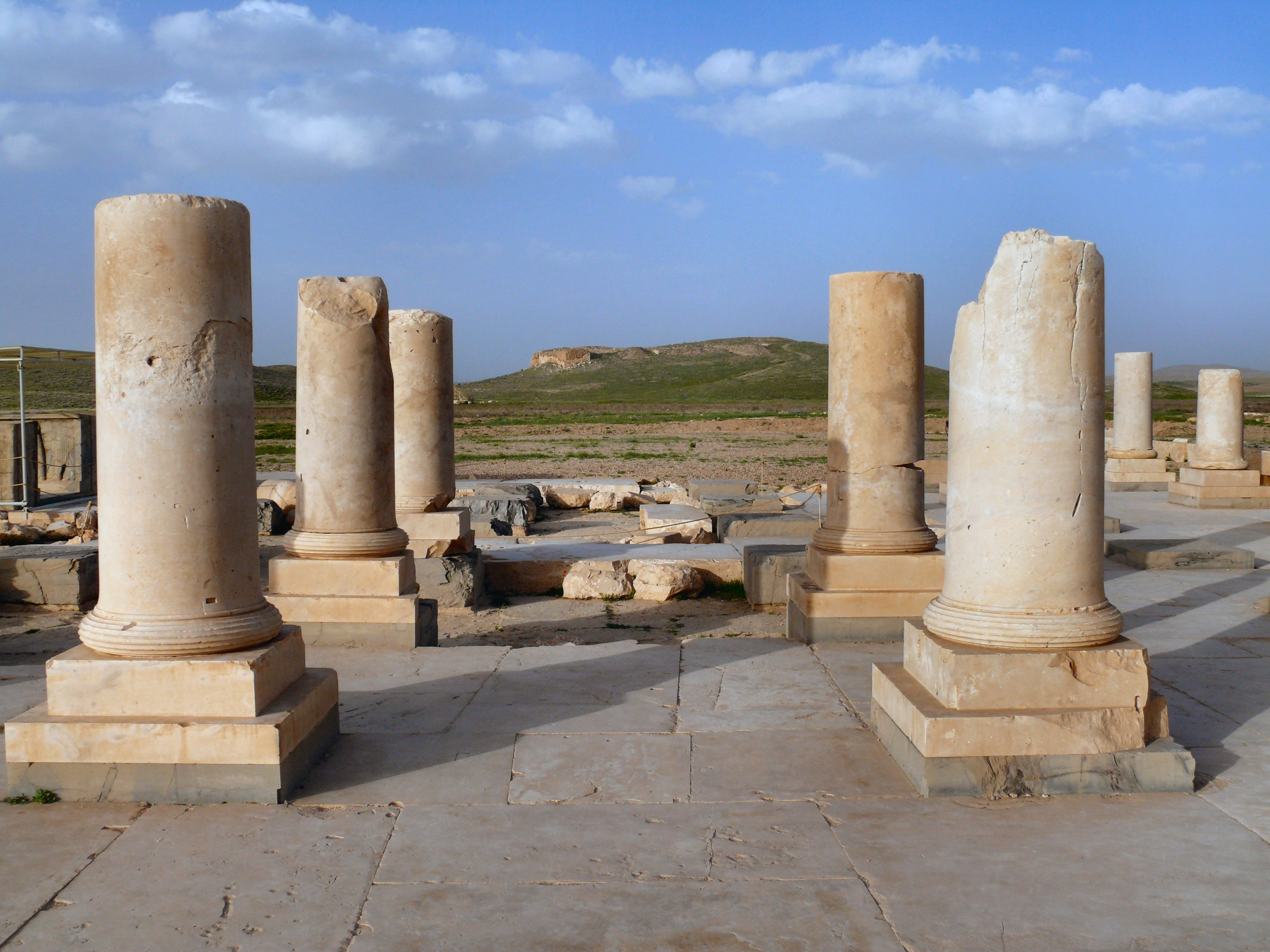
Ruinas de palacio privado de Ciro el Grande en Pasargada en donde esta figura pudo haber servido de decoración
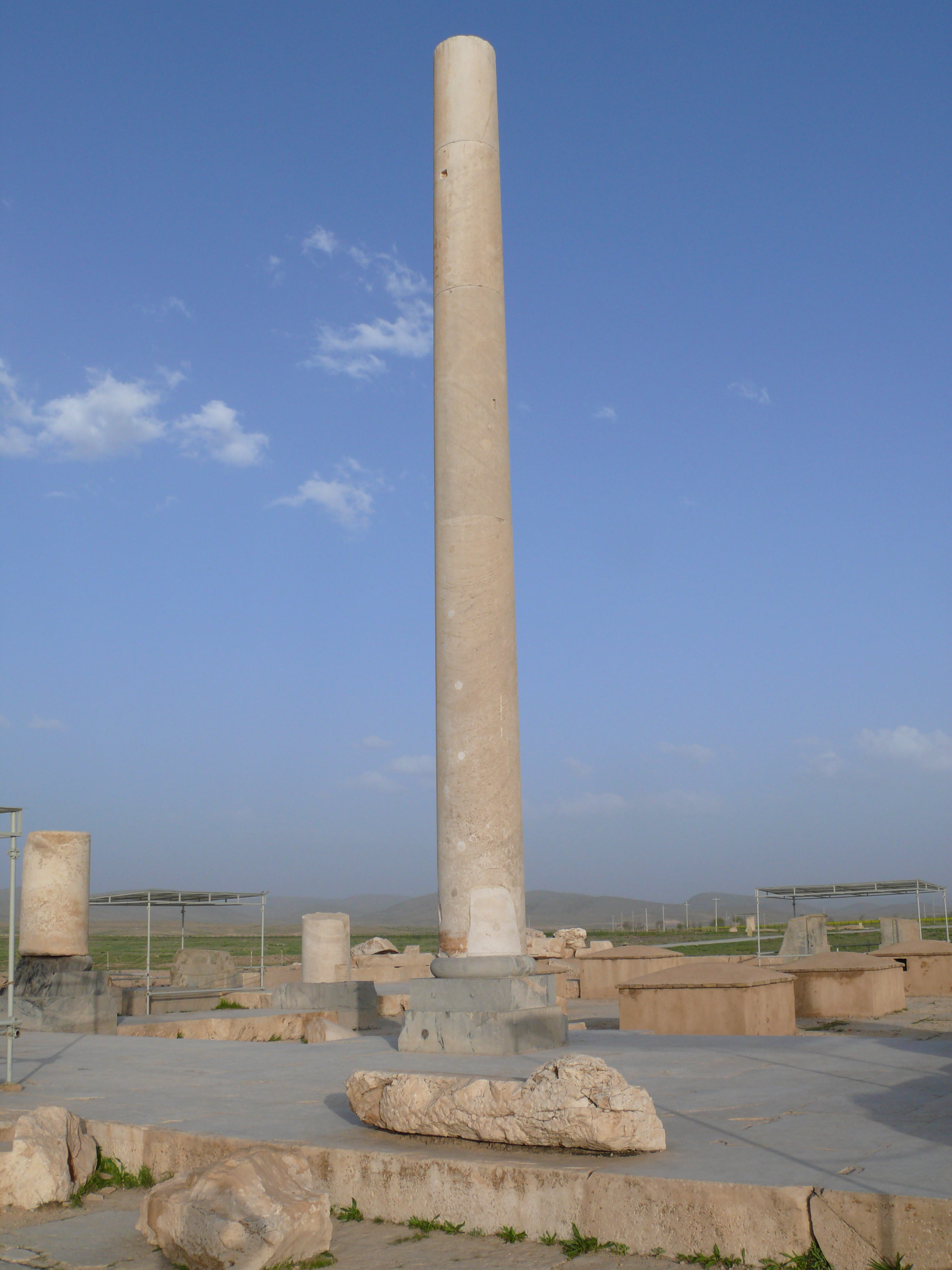
Columna erecta encontrada en el complejo de ruinas del palacio privado de Ciro. A diferencia de las columnas de la Apadana, aquí no se usaron acanaladuras

## Inscripción de Behistún

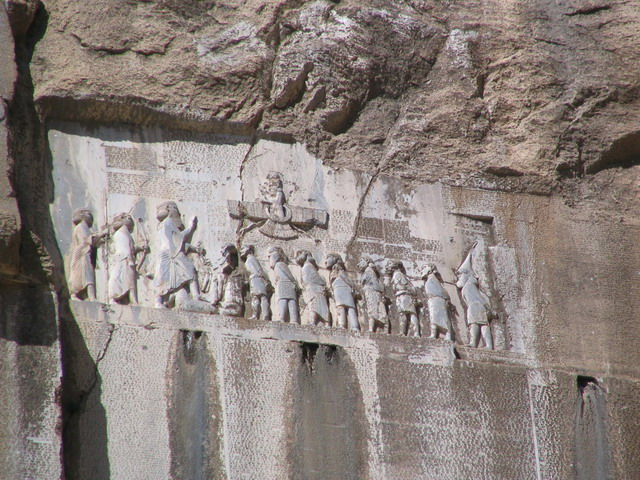
Inscripción de Behistún representando el triunfo de Darío I sobre los supuestos conspiradores

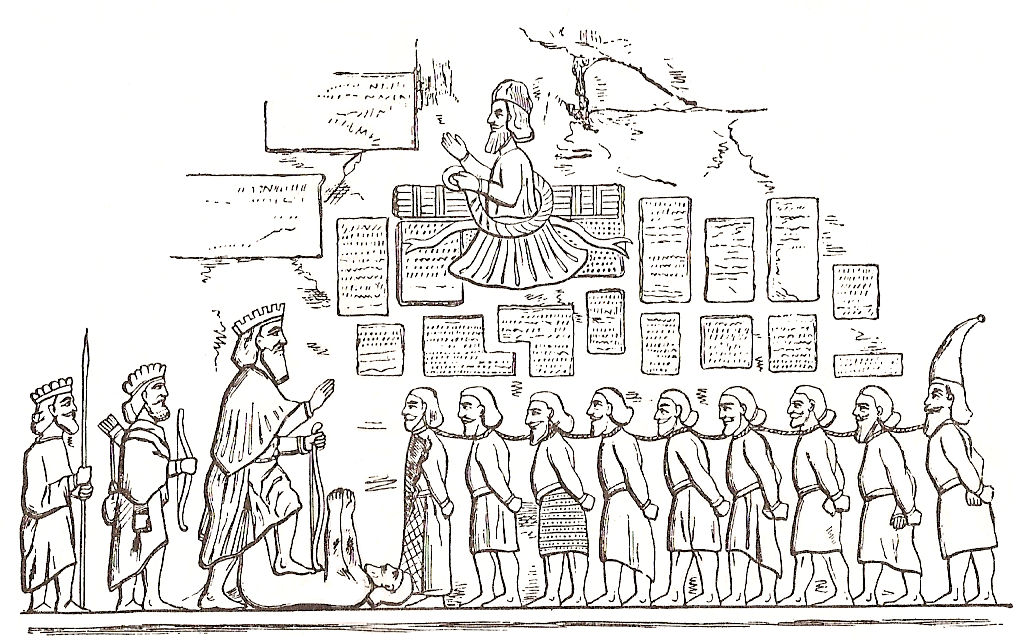
Representación esquemática de la inscripción de Behistún. Tenga en cuenta de izquierda a derecha: Dos guardias al servicio de Darío el Grande, el rey mismo pasando por encima del supuesto usurpador Gaumata, y sobre un grupo de conspiradores de Gaumata, encadenados ante el rey

Tallado en el Monte Behistún de Kermanshah, se puede encontrar la inscripción de Behistún, un texto grabado en la piedra de la montaña que describe la forma en la que Darío se convirtió en rey de Persia, después del gobernante anterior (Cambises II), y la forma en la que derrocó al usurpador magi, del trono. En esta inscripción Darío también detalla sus sátrapas y delinea su posición como rey y emperador del imperio persa. 
Arquitectónicamente hablando, la inscripción de Behistún es un gran proyecto, que implicó el corte en el borde áspero de la montaña con el fin de crear figuras en bajorrelieve como las que se ven en las fotos de arriba. La montaña Behistún, se eleva a unos 1700 pies como de la cadena de montañas Zagros en Irán. La ubicación de la montaña es ideal al estar cerca tanto de Ecbatana y Babilonia. El propio bajorrelieve está situado a unos 300 pies por encima de la base de la montaña. Las figuras representan a dos de los soldados del rey, el rey mismo de pie junto a uno de los usurpadores caídos y prisioneros de diferentes naciones posiblemente disidentes o conspiradores. La inscripción misma está inscrita en caracteres cuneiformes en persa antiguo, babilonio, y media.
La inscripción ha sido interpretada y descifrada con la ayuda de muchos intelectuales y académicos, pero el orientalista Henry Rawlinson es acreditado como el más crítico en el proceso de descifrar la pieza. Parte de la razón por la que la comprensión del texto es tan viva hoy en día se debe al mismo Darío el Grande, porque escribió el mensaje de la inscripción en tres idiomas, por lo que permitió a los eruditos modernos descifrar un idioma y seguir con los otros dos, ya que el mensaje era esencialmente similar en las tres formas. En este sentido, la inscripción de Behistún no es únicamente un trabajo arquitectónico significativo, también es una herramienta lingüística, tan importante para la comprensión del viejo mundo de la antigua Persia y sus idiomas, como la Piedra de Rosetta lo es para la comprensión del antiguo Egipto y sus idiomas.

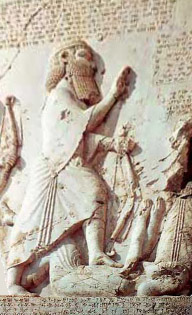
Una fotografía de cerca a la inscripción de Behistún mostrando la figura de Darío el Grande. Tome en cuenta el detalle en la flecha, y el posicionamiento del rey y la postura de su mano
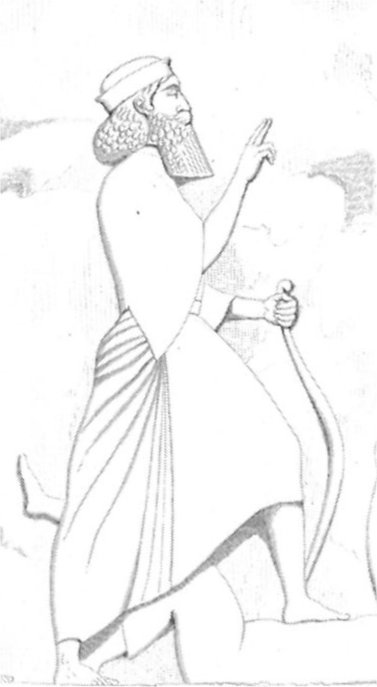
Esquema trazado de la figura de Darío en la inscripción de Behistún.
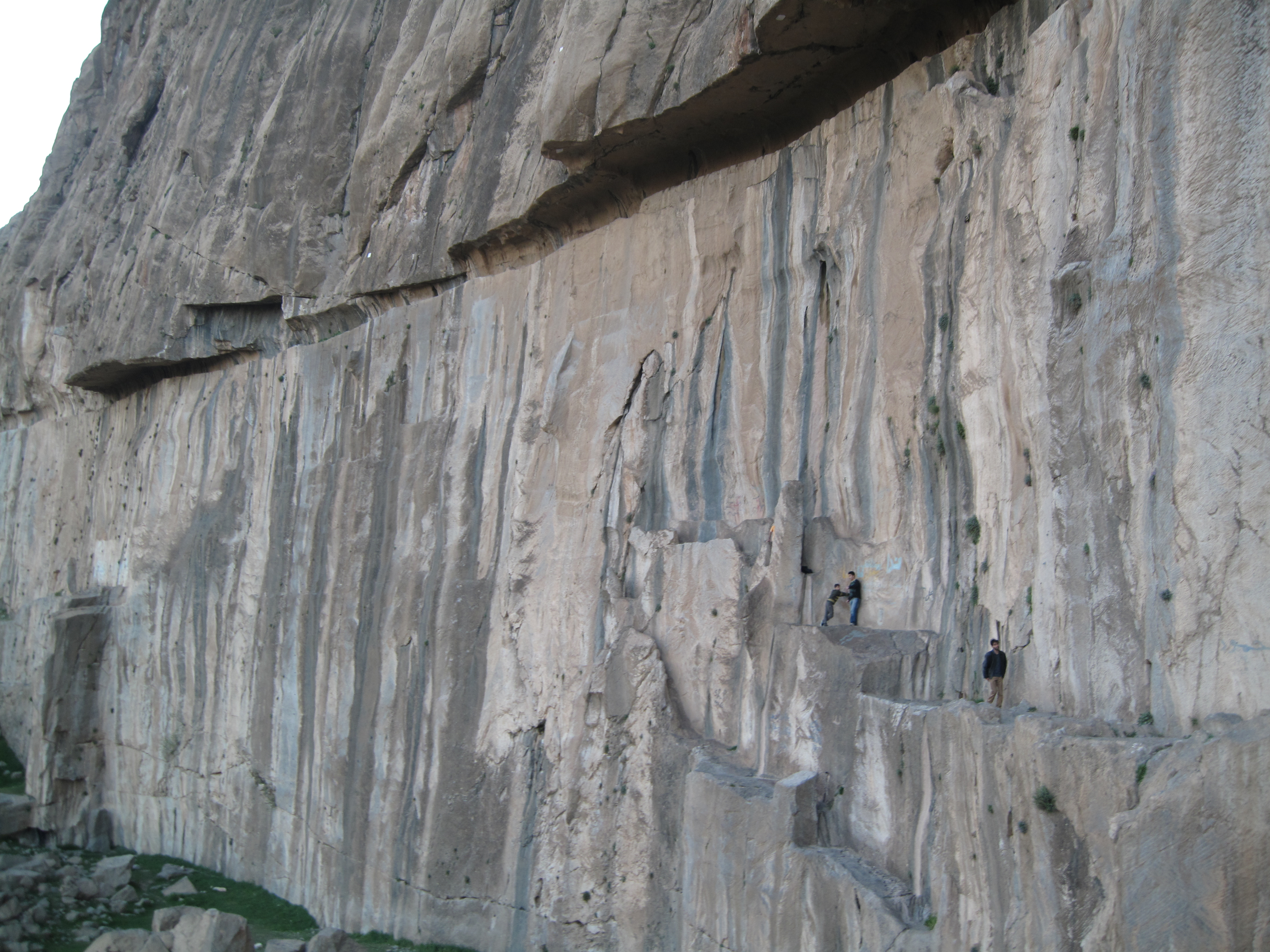
Foto del monte Behistún. Tome en cuenta el tamaño de los escaladores a comparación al tamaño de la montaña.
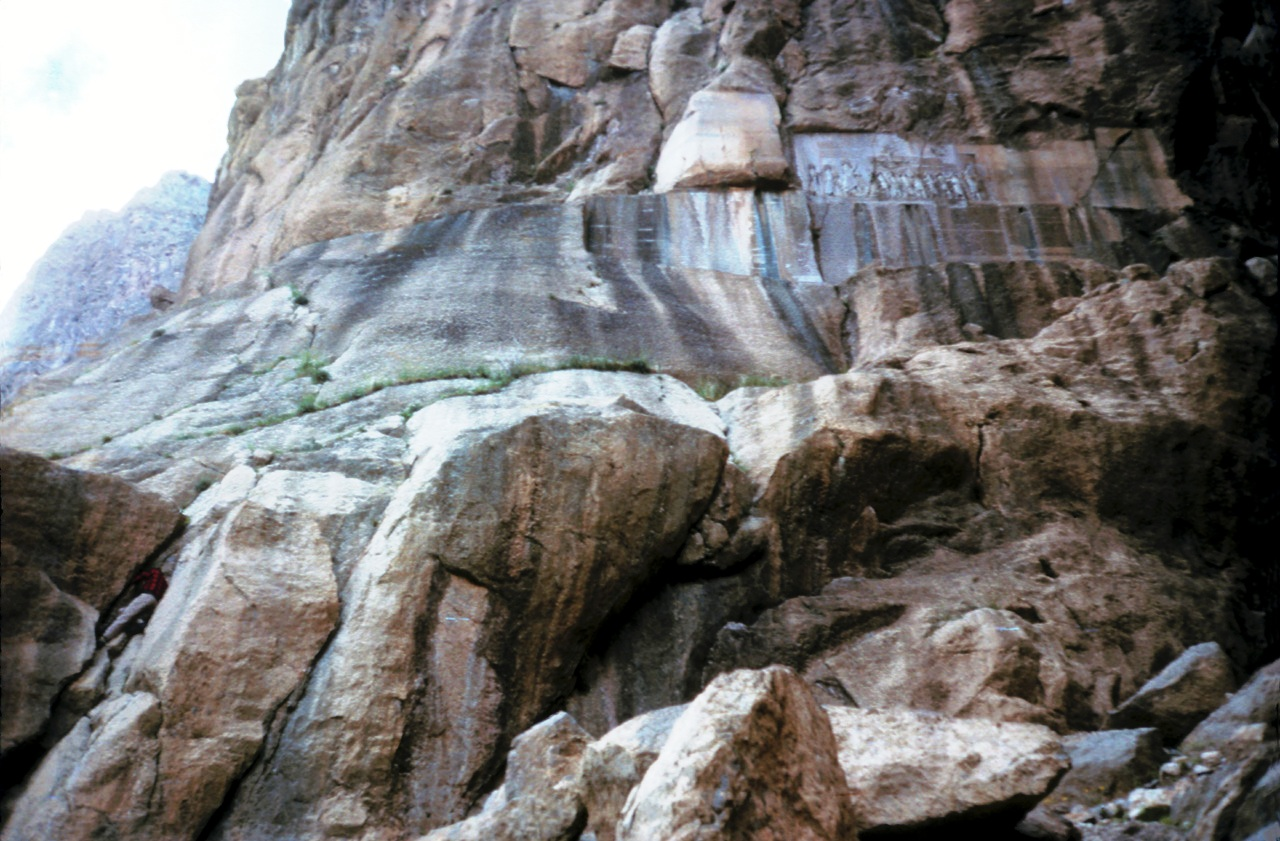
Panorama de la inscripción de Behistún. Tenga en cuenta que el relieve de la inscripción está a 300 pies del suelo.